# Bahnhof Tokio
Der Bahnhof Tokio (jap. 東京駅, Tōkyō-eki) ist ein Bahnhof in der japanischen Hauptstadt Tokio. Er liegt an der Grenze zwischen den zentralen Bezirken Chiyoda und Chūō bzw. zwischen den Stadtteilen Marunouchi im Westen und Yaesu im Osten. In der Nähe befinden sich der Kaiserpalast, zahlreiche Wolkenkratzer und das Ginza-Viertel. Als Hauptbahnhof Tokios gehört er zu den wichtigsten Bahnhöfen des Landes, die Bahnhöfe Shinjuku und Ikebukuro zählen allerdings mehr Reisende.
Tokio ist der wichtigste Knoten des Shinkansen-Streckennetzes und Ausgangspunkt zweier Schnellfahrstrecken. Während JR Central die Tōkaidō-Shinkansen in Richtung Nagoya und Osaka betreibt, ist JR East für den Betrieb der Tōhoku-Shinkansen und aller davon abzweigenden Strecken zuständig. Außerdem betreibt JR East mehrere durch den Bahnhof Tokio verlaufende Stadt- und Regionallinien. Der Bahnhofskomplex umfasst zehn normalspurige Gleise für Hochgeschwindigkeitszüge und 18 kapspurige Gleise für den konventionellen Schienenverkehr (von denen sich acht in zwei Tunnelbahnhöfen befinden). Hinzu kommen ein zweigleisiger U-Bahnhof und ein Busbahnhof für den Fernbusverkehr.
Der Bahnhof Tokio besitzt je ein Empfangsgebäude beidseits der Anlage. An der Westseite steht das 1914 eröffnete Marunouchi-Gebäude, ein von Tatsuno Kingo entworfenes Bauwerk, das zu den wichtigsten Sehenswürdigkeiten der Stadt gehört. Die Architektur des aus roten Mauerziegeln bestehenden Gebäudes orientiert sich an der europäischen Neorenaissance des späten 19. Jahrhunderts. Das Gegenstück an der Ostseite bildet das 2013 fertiggestellte Gebäude GranRoof in Yaesu, eine von Helmut Jahn entworfene postmoderne Stahl-Glas-Konstruktion.

## Verbindungen
Tokio ist einer der bedeutendsten Eisenbahnknoten der Hauptstadt und ganz Japans. Eine herausragende Bedeutung besitzt der Bahnhof als zentraler Knotenpunkt des landesweiten Shinkansen-Hochgeschwindigkeitsnetzes. Auf der von JR Central betriebenen Schnellfahrstrecke Tōkaidō-Shinkansen verkehren im dichten Takt Züge, die zum Teil auf der San’yō-Shinkansen weiterfahren. Ihre Ziele sind in der Regel Nagoya, Shin-Osaka, Okayama, Hiroshima und Hakata. Die übrigen von Tokio aus verkehrenden Shinkansen-Verbindungen werden von JR East angeboten. Auf der Tōhoku-Shinkansen werden (inkl. der daran anschließenden Akita-, Hokkaidō- und Yamagata-Shinkansen) die Ziele Sendai, Shinjō, Morioka, Akita, Aomori und Hakodate angefahren. Auf der Jōetsu-Shinkansen kann Niigata erreicht werden, auf der Hokuriku-Shinkansen Nagano und Kanazawa.
Auch für alle nachfolgend genannten Bahnlinien ist JR East zuständig. Die Tōkaidō-Hauptlinie dient überwiegend dem beschleunigten Pendlerverkehr über mittlere Entfernungen. Es verkehren in dichtem Takt Eilzüge in Richtung Atami bzw. Odawara. Hinzu kommen die Shōnan Liner (Eilzüge während der Verkehrsspitze mit reservierten Sitzplätzen), touristische Ausflugszüge sowie der zur Izu-Halbinsel verkehrende Regionalschnellzug Odoriko. Die meisten Nahverkehrszüge, deren Endstation früher der Bahnhof Tokio war, verkehren seit 2015 weiter auf der Ueno-Tokio-Linie, einer Viaduktstrecke über den Gleisen der Tōhoku-Shinkansen zum Bahnhof Ueno. Sie werden dadurch mit der Utsunomiya-Linie, der Jōban-Linie und der Takasaki-Linie im nördlichen Teil der Metropolregion verknüpft.
Durch den Bahnhof Tokio führt die Yamanote-Linie, die das Stadtzentrum kreisförmig umrundet und zu den am stärksten genutzten Bahnstrecken der Welt gehört. Auf ihr fahren Nahverkehrszüge in beiden Richtungen alle zwei bis vier Minuten. Die Keihin-Tōhoku-Linie und die Yokosuka-Linie verlaufen zum Teil parallel zur Tōkaidō-Hauptlinie, decken den Lokalverkehr ab und verfügen über eigene Gleise. Erstere verbindet Ōmiya mit Yokohama, letztere ist im Bahnhof Tokio mit der in Chiba beginnenden Sōbu-Schnellbahnlinie verknüpft und führt über Yokohama auf die Miura-Halbinsel. Auf der Chūō-Hauptlinie bzw. der Chūō-Schnellbahnlinie verkehren Schnell- und Eilzüge in Richtung Tachikawa, Ōme, Kōfu, Shiojiri und Matsumoto. Eine bedeutende Zugverbindung ist der Narita Express, der Ōmiya, Takao und Ōfuna mit Tokio und dem Flughafen Narita verbindet. Schließlich führt die Keiyō-Linie vom Bahnhof Tokio entlang der Küste in Richtung Chiba.
Zurzeit (2023) wird der Bahnhof Tokio von zehn Linien der städtischen Busgesellschaft Toei Bus erschlossen, die an Haltestellen auf dem westlichen Bahnhofsvorplatz und an der Ostseite des Bahnhofs halten. Hinzu kommen einzelne Linien von Tokyu Bus und Sightseeing-Busse von Hato Bus, die vom Bahnhofsvorplatz abfahren. Außerdem verkehren Shuttlebusse von SkyHopBus, die auf drei Linien durch die benachbarten Stadtteile fahren; das Angebot richtet sich vor allem an Touristen. Für den Fernbusverkehr steht der Busbahnhof im GranRoof-Gebäude zur Verfügung, der von JR Bus Kantō betrieben wird. Er wird von mehr als 40 Unternehmen genutzt, die Fahrten in alle Regionen Japans anbieten.

## Anlage

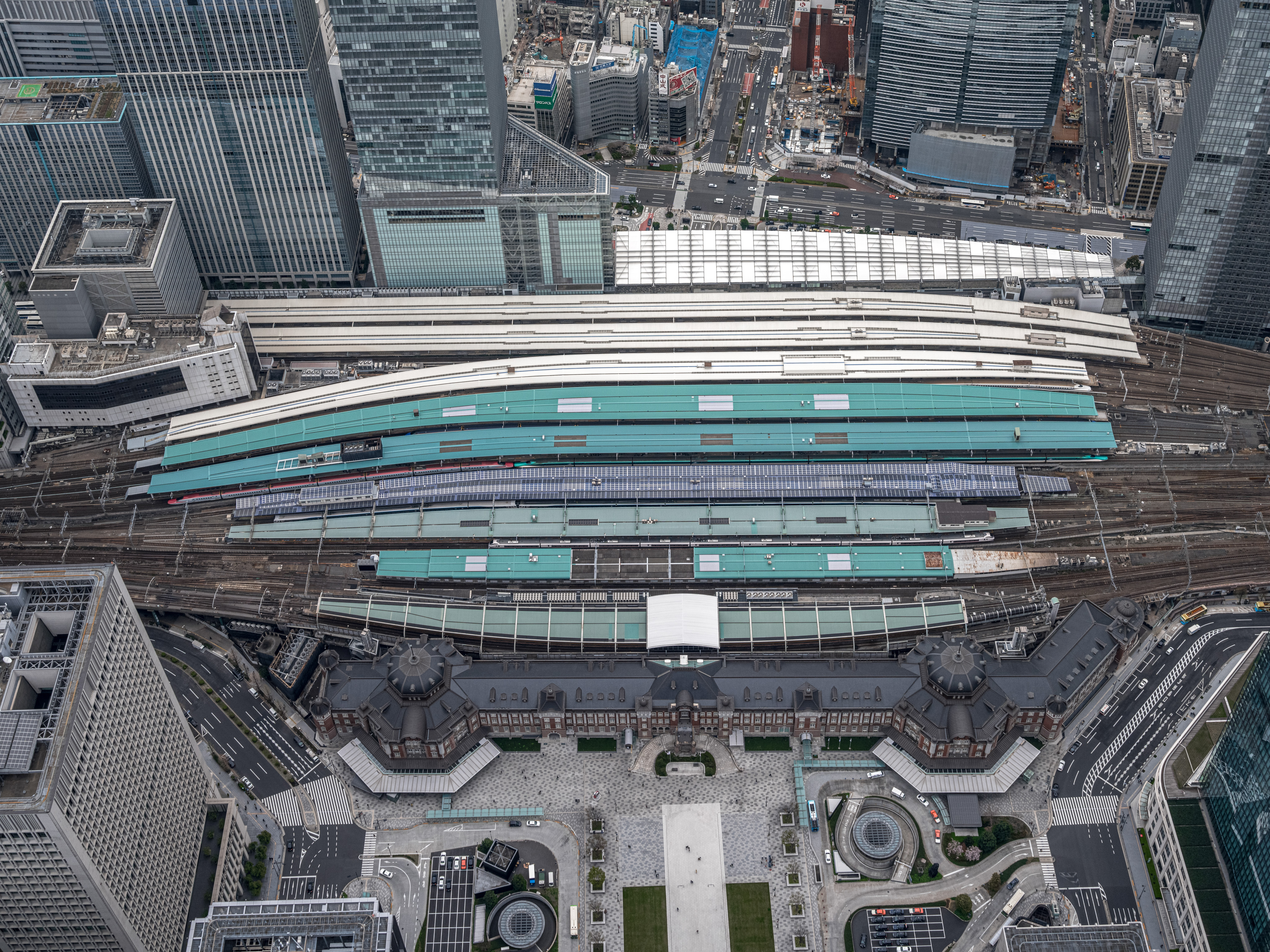
Ansicht von oben

Das weitläufige Bahnhofareal liegt zum größten Teil im Stadtteil Marunouchi im Bezirk Chiyoda, einem der wichtigsten Geschäftsviertel Tokios. Entlang dem östlichen Rand des Geländes verläuft die Grenze zum Stadtteil Yaesu im Bezirk Chūō. In der Umgebung stehen mehrere Wolkenkratzer, die zu den höchsten des Landes zählen. Dazu gehören das Marunouchi Building (179 m), das Shin-Marunouchi Building (198 m), der JP Tower (200 m), das Marunouchi Park Building (170 m) und das Tokyo Building (164 m) an der Westseite sowie die zwei GranTokyo-Wolkenkratzer (je 205 m) und der Sapia Tower (176 m) im Osten. Etwa einen Viertelkilometer westlich des Bahnhofs erstrecken sich die weitläufigen Kaisergärten mit dem Kaiserpalast in deren Mitte. Weitere wichtige Gebäude in der Nähe sind das Tokyo International Forum und das Mitsubishi-Ichigokan-Museum.
Der von Norden nach Süden ausgerichtete Bahnhof zählt in seinem oberirdischen Teil 20 Gleise an zehn Mittelbahnsteigen. Am westlichsten liegen die Gleise 1 bis 10 des konventionellen Streckennetzes von JR East, das in Kapspur (1067 mm) ausgeführt ist. Hier verkehren Züge der Tōkaidō-Hauptlinie, der Tōhoku-Hauptlinie (bzw. der Utsunomiya-Linie), der Keihin-Tōhoku-Linie und der Yamanote-Linie. Die Gleise 1 und 2 sind auf einem Viadukt über den Gleisen 3 und 4 verlegt, ungefähr auf der Höhe des dritten Stockwerks des Empfangsgebäudes; sie dienen ausschließlich den Zügen der Chūō-Hauptlinie und der Chūō-Schnellbahnlinie. In der Mitte liegen die Gleise 14 bis 19 von JR Central. Sie sind normalspurig (1435 mm) und dienen den Hochgeschwindigkeitszügen auf der Tōkaidō-Shinkansen. Ganz im Osten liegen die normalspurigen Gleise 20 bis 23 von JR East, auf denen die Hochgeschwindigkeitszüge der Tōhoku-Shinkansen abgefertigt werden. Drei breite Passagen unter den Gleisen hindurch stellen Verbindungen zwischen der West- und Ostseite her, wobei nur beim nördlichsten keine Bahnsteigsperren passiert werden müssen.
Im Untergeschoss des westlichen Empfangsgebäudes befindet sich der zweigleisige U-Bahnhof Tōkyō. Er wird von der Marunouchi-Linie der Bahngesellschaft Tōkyō Metro betrieben. Unter dem davor liegenden Bahnhofsvorplatz ist in 26 m Tiefe der gemeinsam von der Sōbu-Schnellbahnlinie und der Yokosuka-Linie genutzte Durchgangsbahnhof zu finden. Er besitzt zwei Mittelbahnsteige mit vier kapspurigen Gleisen. Etwa 350 m südlich des Bahnhofs befindet sich im vierten Untergeschoss des Tokyo International Forum der Kopfbahnhof der Keiyō-Linie. Er liegt in 28,6 m Tiefe und besitzt ebenfalls zwei Mittelbahnsteige mit vier kapspurigen Gleisen. Im Gegensatz zu allen anderen Bahnsteigen sind sie von Osten nach Westen ausgerichtet. Aufgrund der beträchtlichen Entfernung stehen drei Fahrsteige zur Verfügung.
Im Fiskaljahr 2019 nutzten durchschnittlich 852.462 Fahrgäste täglich den Bahnhof. Davon entfielen 462'589 auf das konventionelle Schienennetz von JR East, 75'004 auf die Shinkansen-Züge von JR East, 98'120 auf JR Central und 216'749 die U-Bahn. Auf das Streckennetz von JR East bezogen ist Tokio somit der am dritthäufigsten genutzte aller Bahnhöfe, nach Shinjuku und Ikebukuro.

Ansichten der Bahnsteige
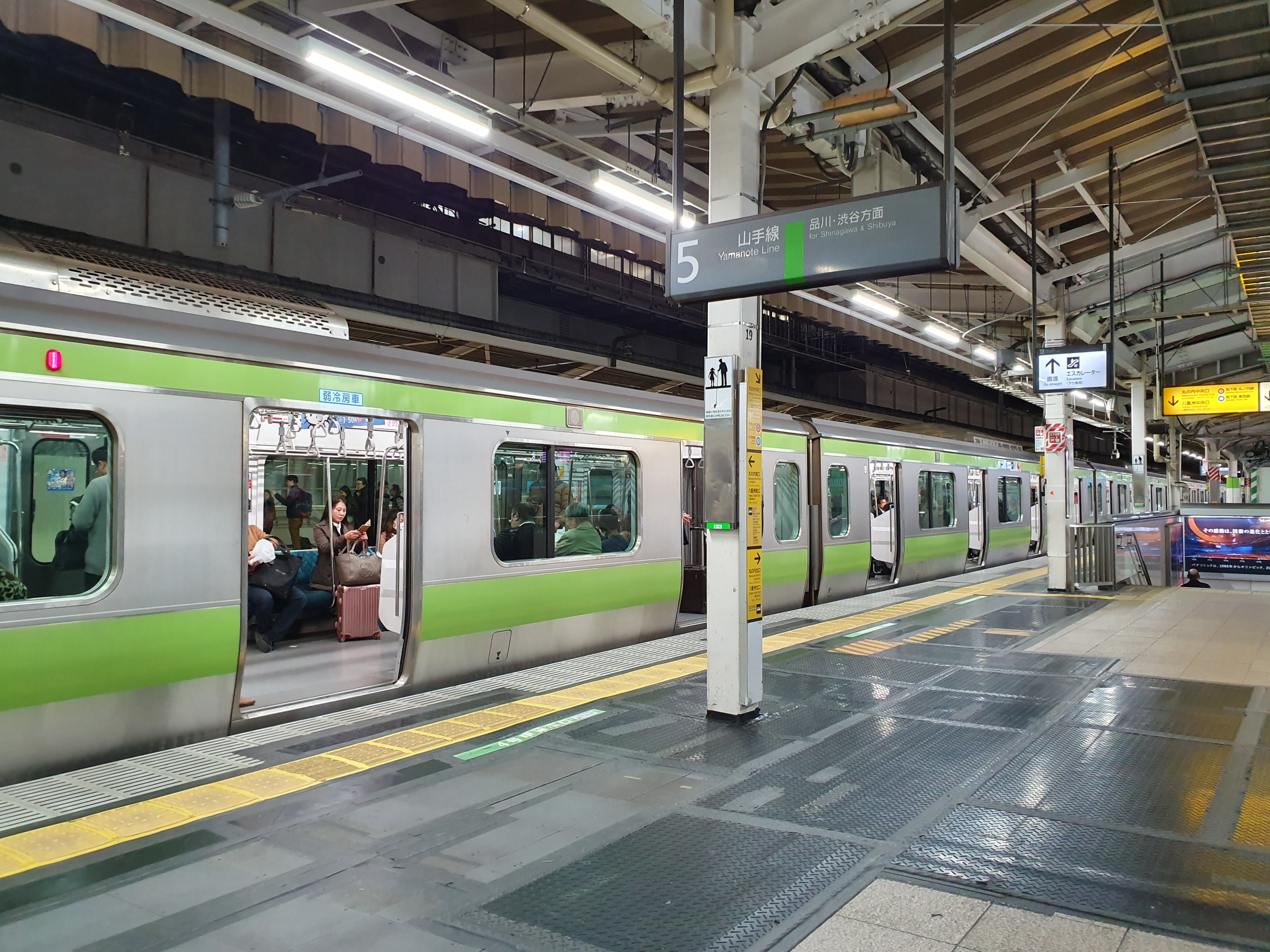
Bahnsteig der Yamanote-Linie
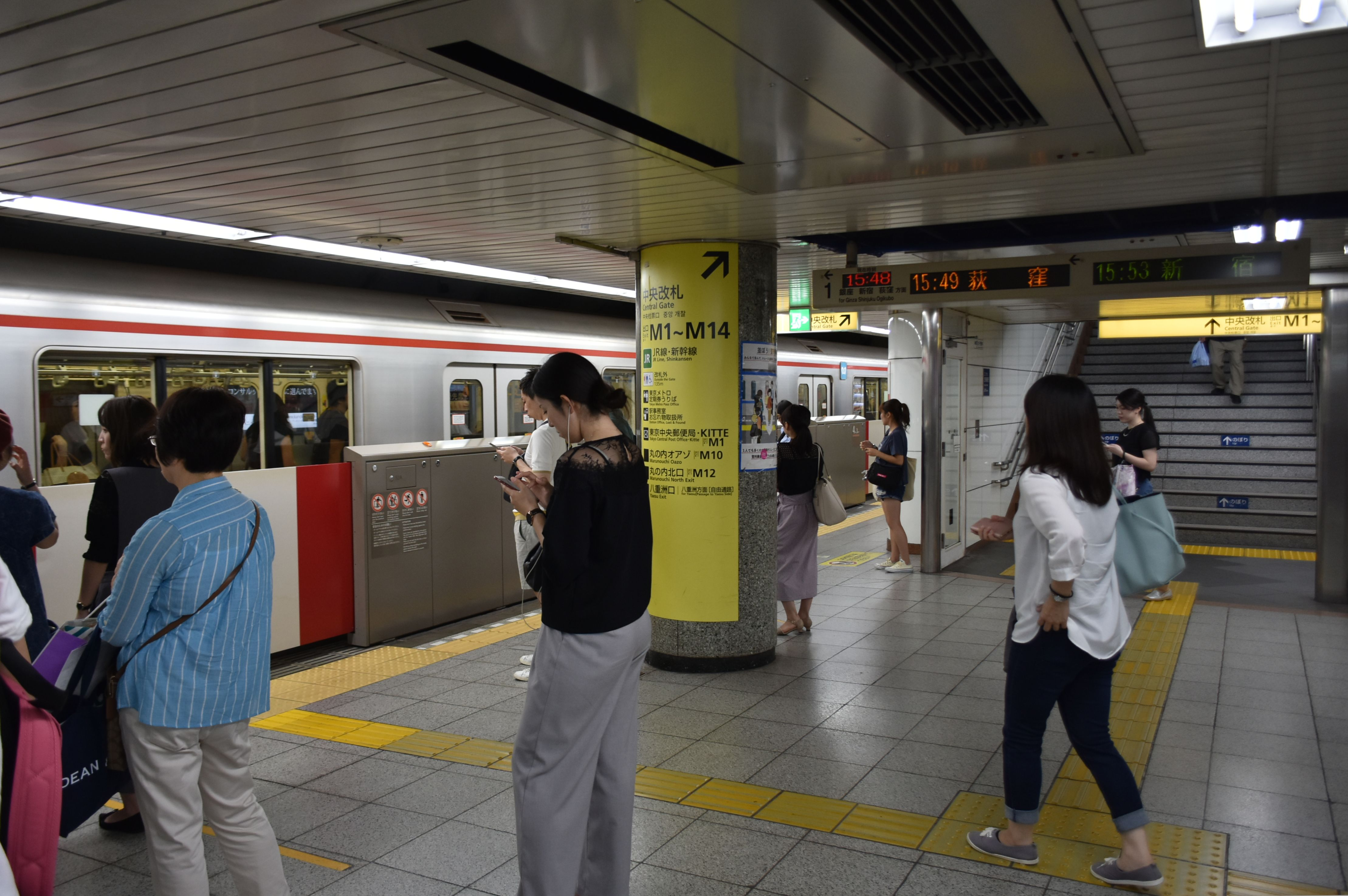
U-Bahnhof der Marunouchi-Linie
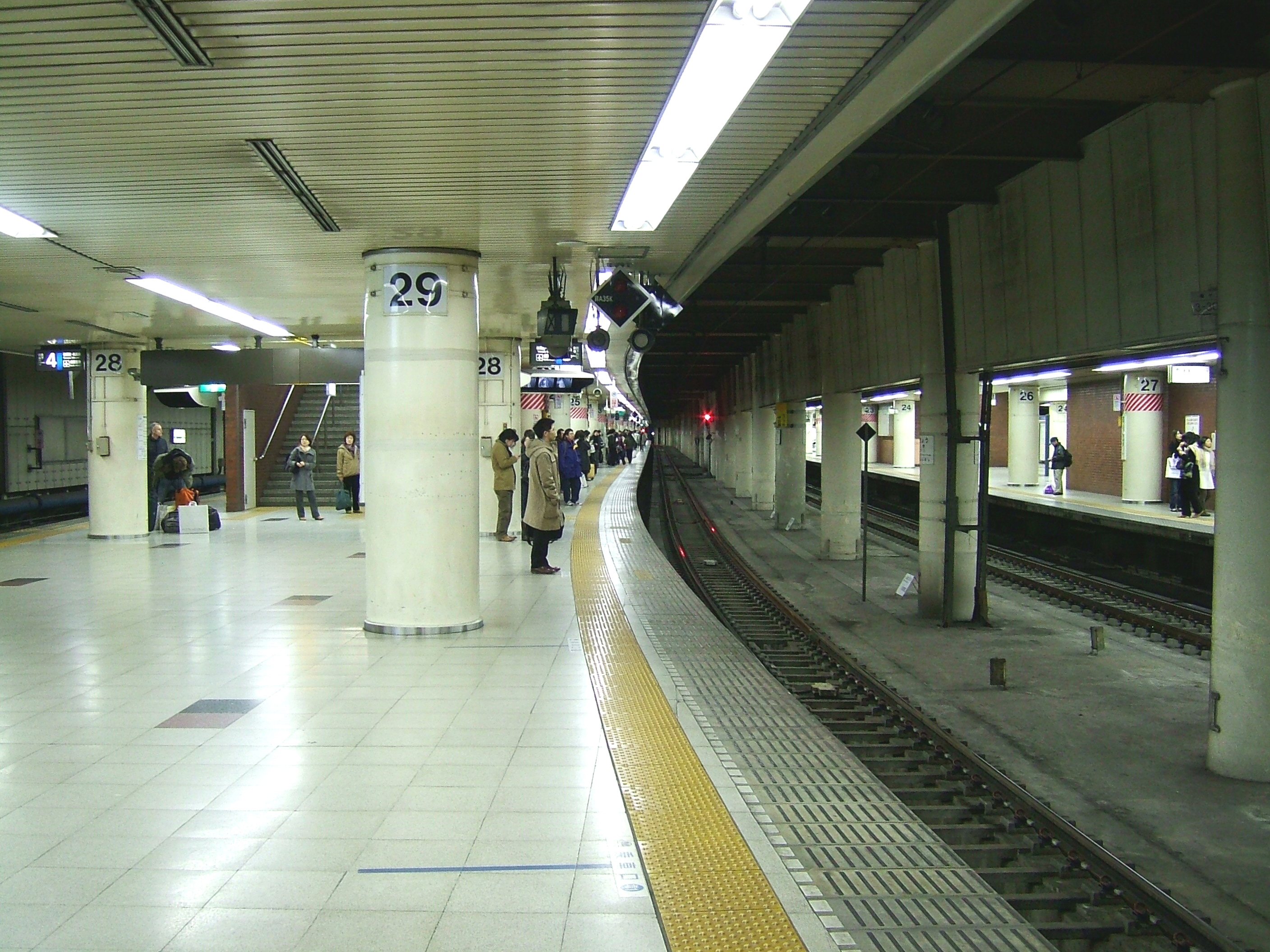
Tunnelbahnhof der Yokosuka-Linie und der Sōbu-Schnellbahnlinie
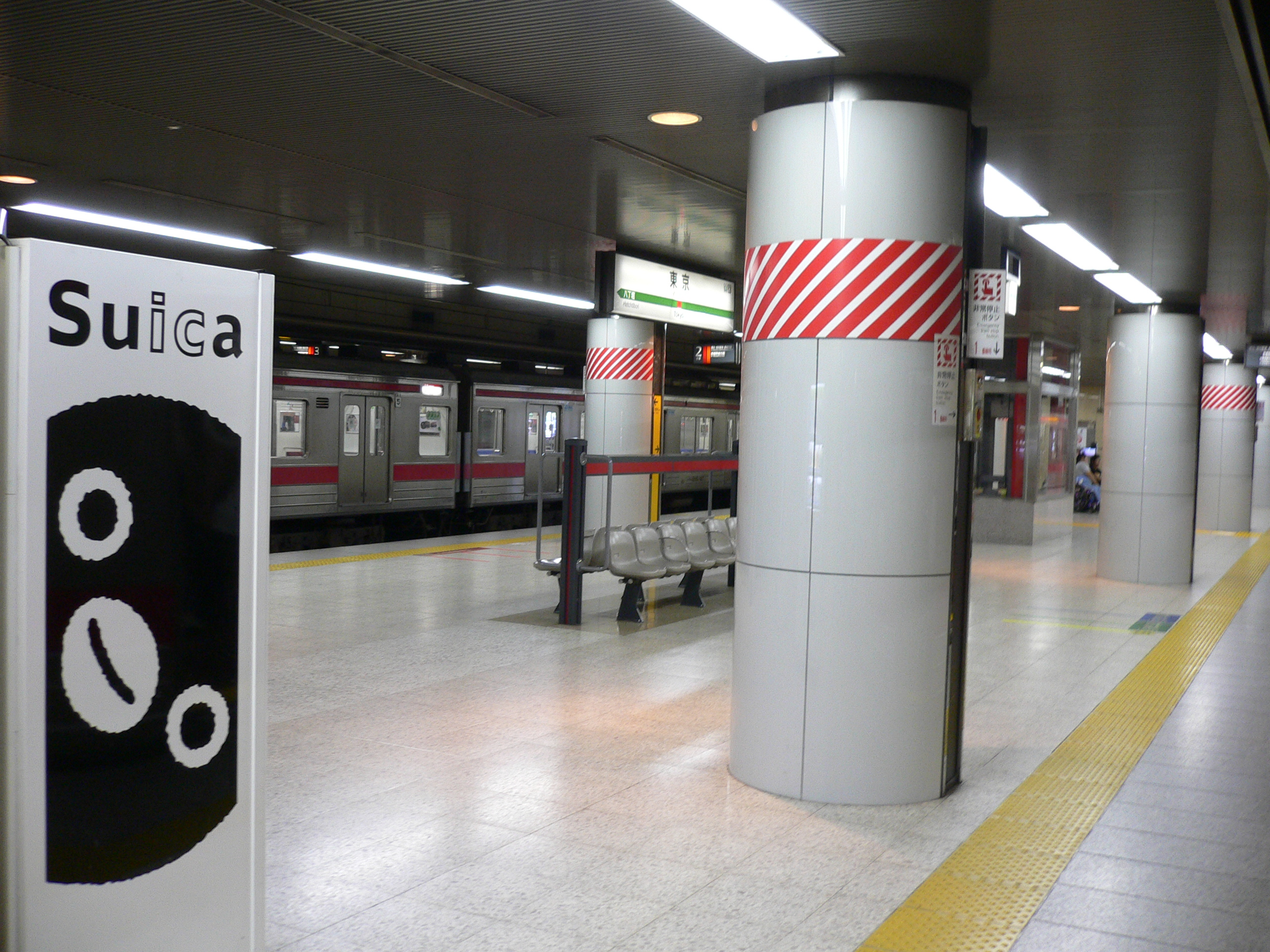
Tunnelbahnhof der Keiyō-Linie

## Architektur

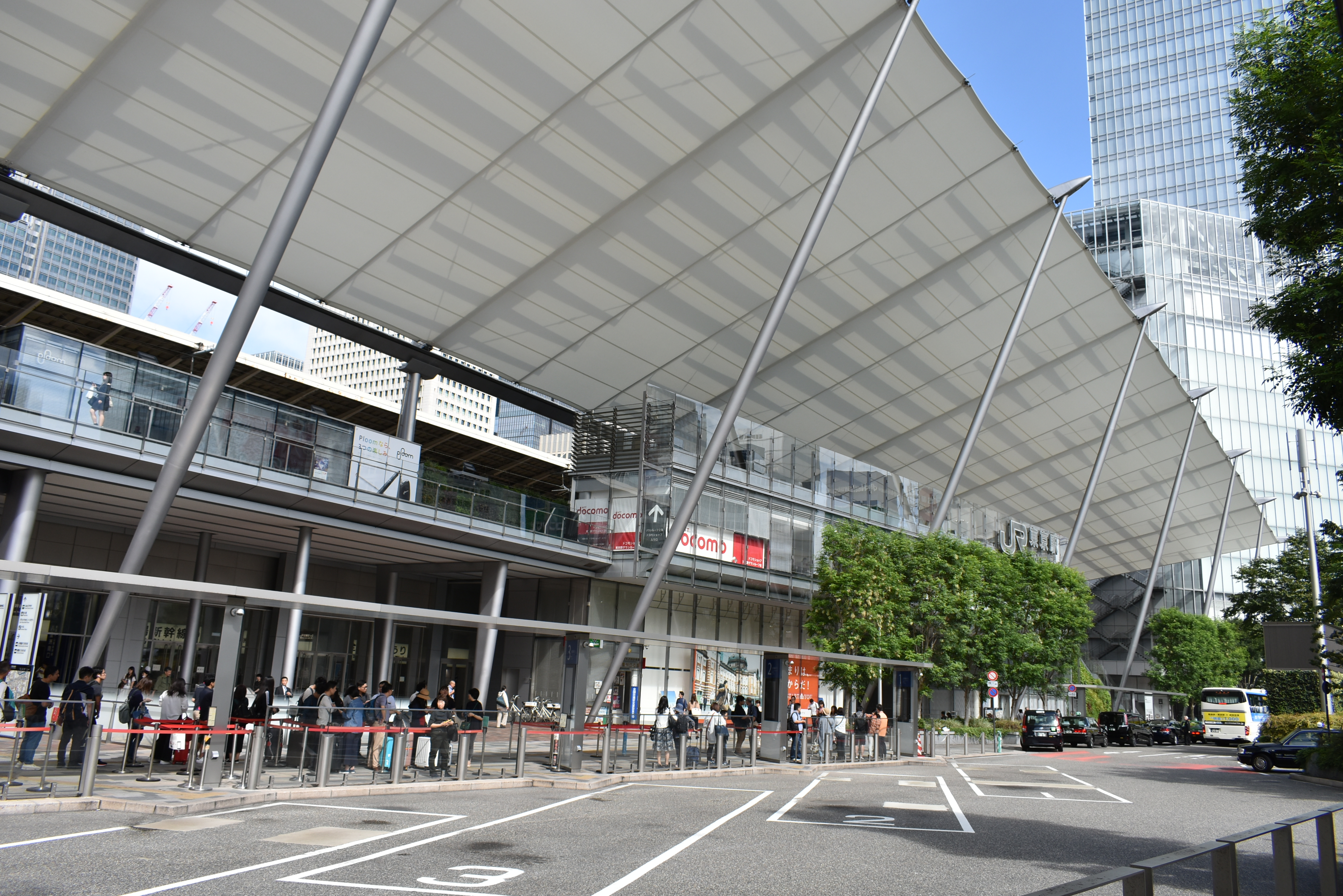
Das neue Empfangsgebäude in Yaesu (2019)

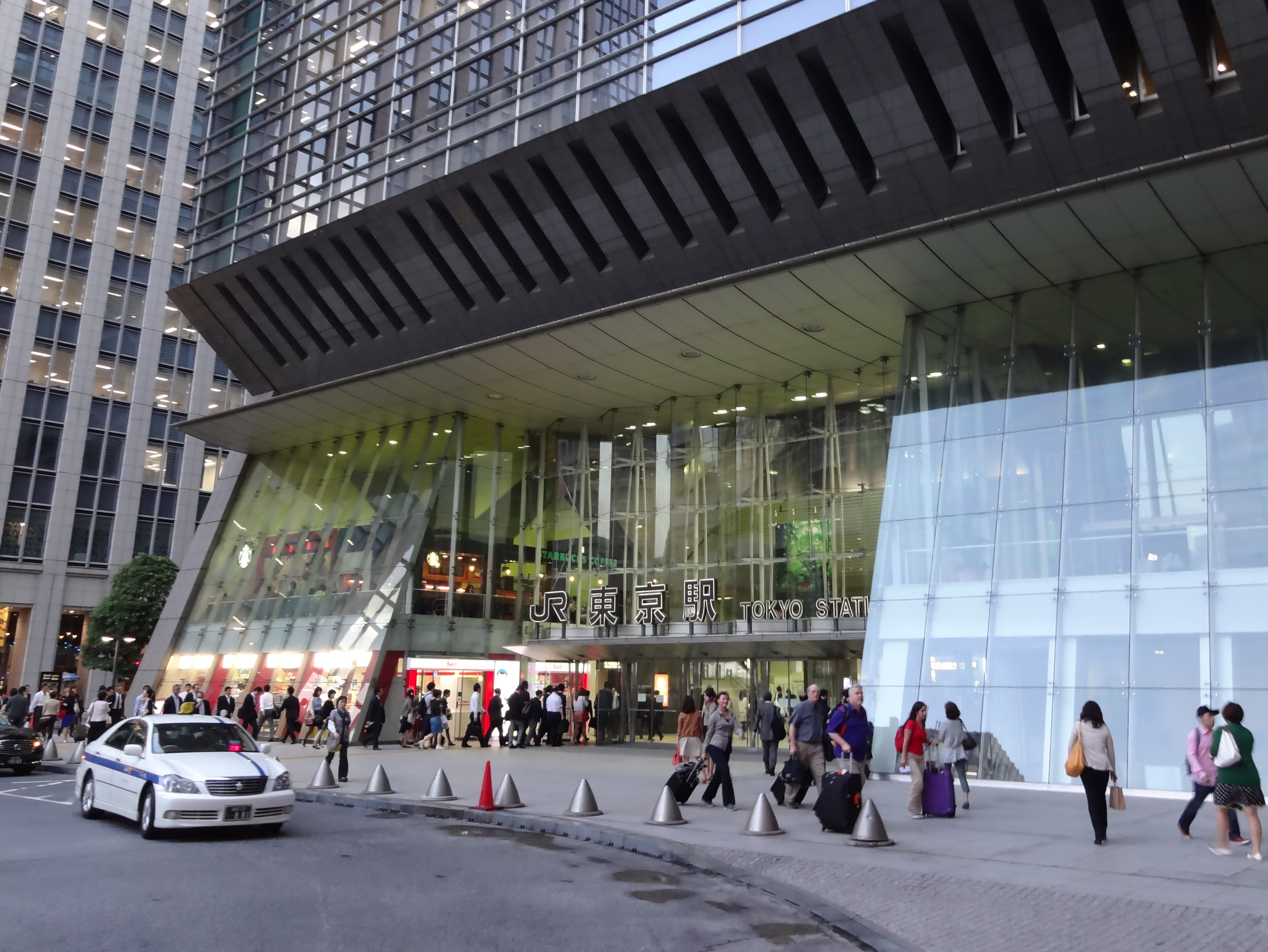
Eingang im Sapia Tower (2014)

Das von Tatsuno Kingo entworfene und im Jahr 1914 fertiggestellte Empfangsgebäude an der Westseite gehört zu den markantesten und bekanntesten Bauwerken der Stadt, weil es sich mit seinen Fassaden aus charakteristischen roten Mauerziegeln deutlich von den Glas- und Stahlfassaden der benachbarten Wolkenkratzer abhebt. Oft wird es mit dem 1889 von Pierre Cuypers erbauten Bahnhof Amsterdam Centraal verglichen. Allerdings gibt es keine Hinweise darauf, dass Tatsuno jemals in den Niederlanden war und in seinen Aufzeichnungen finden sich auch keine Hinweise auf Amsterdams Hauptbahnhof. Vielmehr sind es die seitliche Anordnung der Gebäude, ihre Funktion und ihr hauptsächliches Baumaterial, die fast zwangsläufig zu einer ähnlichen Form geführt haben. Das Marunouchi-Empfangsgebäude präsentiert sich als fünfteiliges Neorenaissance-Bauwerk mit drei Stockwerken, das sich von Norden nach Süden dem Gleisfeld entlang erstreckt. Es ist etwa 270 Meter lang und besitzt eine Grundfläche von rund 7800 m² sowie eine Geschossfläche von etwa 23.800 m². Die maximale Höhe beträgt 34,8 Meter, die Traufhöhe 16,7 Meter. An das südliche Ende des Gebäudes angebaut ist das diagonal abgewinkelte Bahnhofshotel (das Tokyo Station Hotel). Zusammen mit den Anbau beträgt die Gesamtlänge des Gebäudekomplexes 335 Meter. Der 6500 m² große Bahnhofsvorplatz wurde in den Jahren 2014 bis 2017 zu einer Fußgängerzone umgestaltet. Er ist mit weißem Granit gepflastert und wird teilweise von Zelkoven gesäumt. Auf dem Platz steht eine von Asakura Fumio geschaffene Statue, die den Eisenbahningenieur Inoue Masaru darstellt.
In der Vertikalen wird das Marunouchi-Gebäude durch Risalite und Pilaster aus Granit gegliedert, in der Horizontalen durch Lisenen, Gesimse und Kapitelle. Das Dach ist mit Schieferplatten gedeckt, die zu fast drei Vierteln aus Spanien stammen. Am Nord- bzw. Südende befinden sich zwei baugleiche achteckige Hallen, die oben jeweils von einer Kuppel abgeschlossen werden. Im Gegensatz zum eindeutig europäisch wirkenden Äußeren ist das Innere der Kuppelhallen mit typisch asiatischen Reliefs verziert. Abgebildet werden jeweils acht Klematis und Adler mit einer Spannweite von 2,1 Metern. Hinzu kommen Reliefs, die acht der zwölf chinesischen Tierkreiszeichen darstellen; sie sind gemäß den Himmelsrichtungen angeordnet, die sie traditionellerweise repräsentieren. Die Räume neben der Nordkuppel werden seit 1988 von der Tokyo Station Gallery genutzt, einem von JR East betriebenen Kunstmuseum.
An der Ostseite der Anlage steht ein dreiteiliger Gebäudekomplex. Er besteht aus zwei baugleichen Wolkenkratzern namens GranTokyo und dem dazwischen liegenden Mittelteil namens GranRoof, das als zweites Empfangsgebäude dient. Gemäß den verantwortlichen Architekten Helmut Jahn und Werner Sobek sollen die Wolkenkratzer „in Licht umhüllte Kristalltürme“ symbolisieren, während der Mittelteil ein „Segel aus Licht“ darstellen soll. Beide Wolkenkratzer sind 205 m hoch; der nördliche zählt 43 Stockwerke, der südliche 42. Jeweils das zweite Stockwerk der beiden Türme ist mit dem zweiten Stockwerk des viergeschossigen Mittelteils verbunden. Dessen prägendes Element ist das 234 Meter lange Vordach, das als großes flaches Textilpaneel konzipiert ist, das in einer geraden Linie entlang der Fahrbahnkante befestigt ist und auf Stahlrahmen mit unterschiedlichen Höhen und Winkeln im Abstand von 18 Metern aufliegt. Das Paneel ist von der Stahlkonstruktion versetzt, sodass die Oberfläche des Vordachs eine durchgehende leuchtende Fläche bildet. Ein dritter Haupteingang im Nordosten ist seit 2007 in den Sapia Tower integriert und ermöglicht die Erschließung vom benachbarten Stadtteil Nihonbashi her.

Ansichten des Marunouchi-Empfangsgebäudes
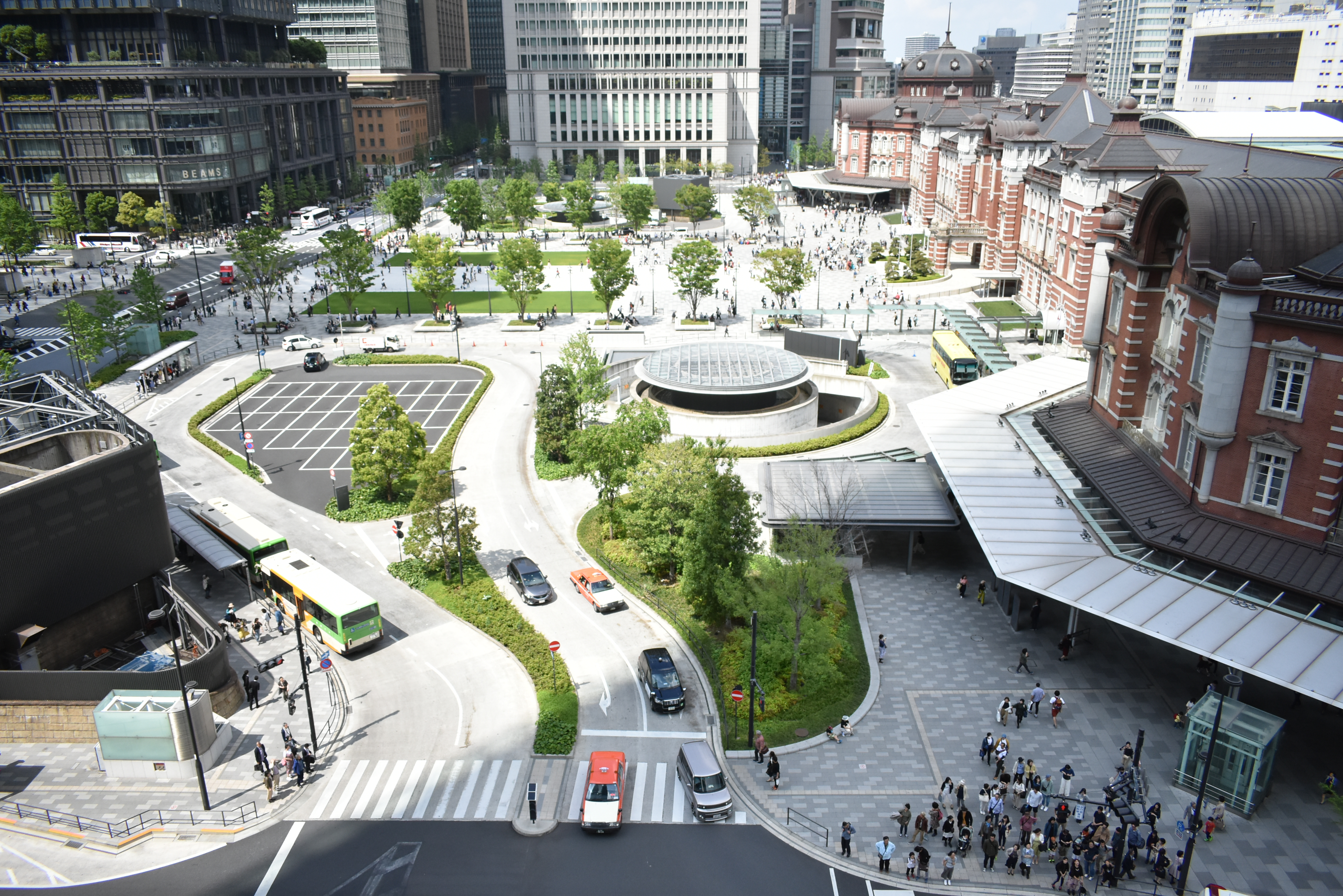
Blick auf den Bahnhofsvorplatz
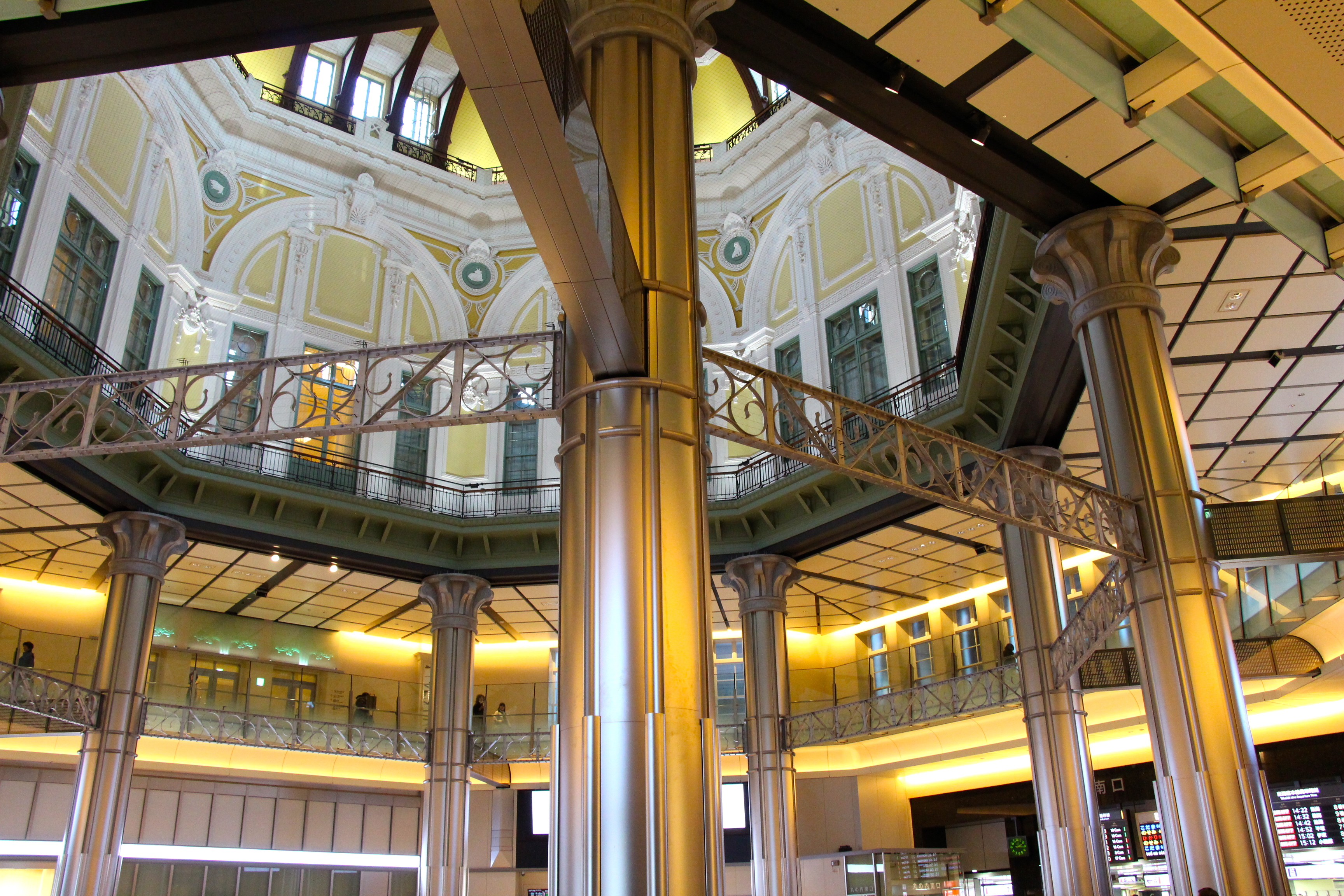
Südliche Kuppelhalle
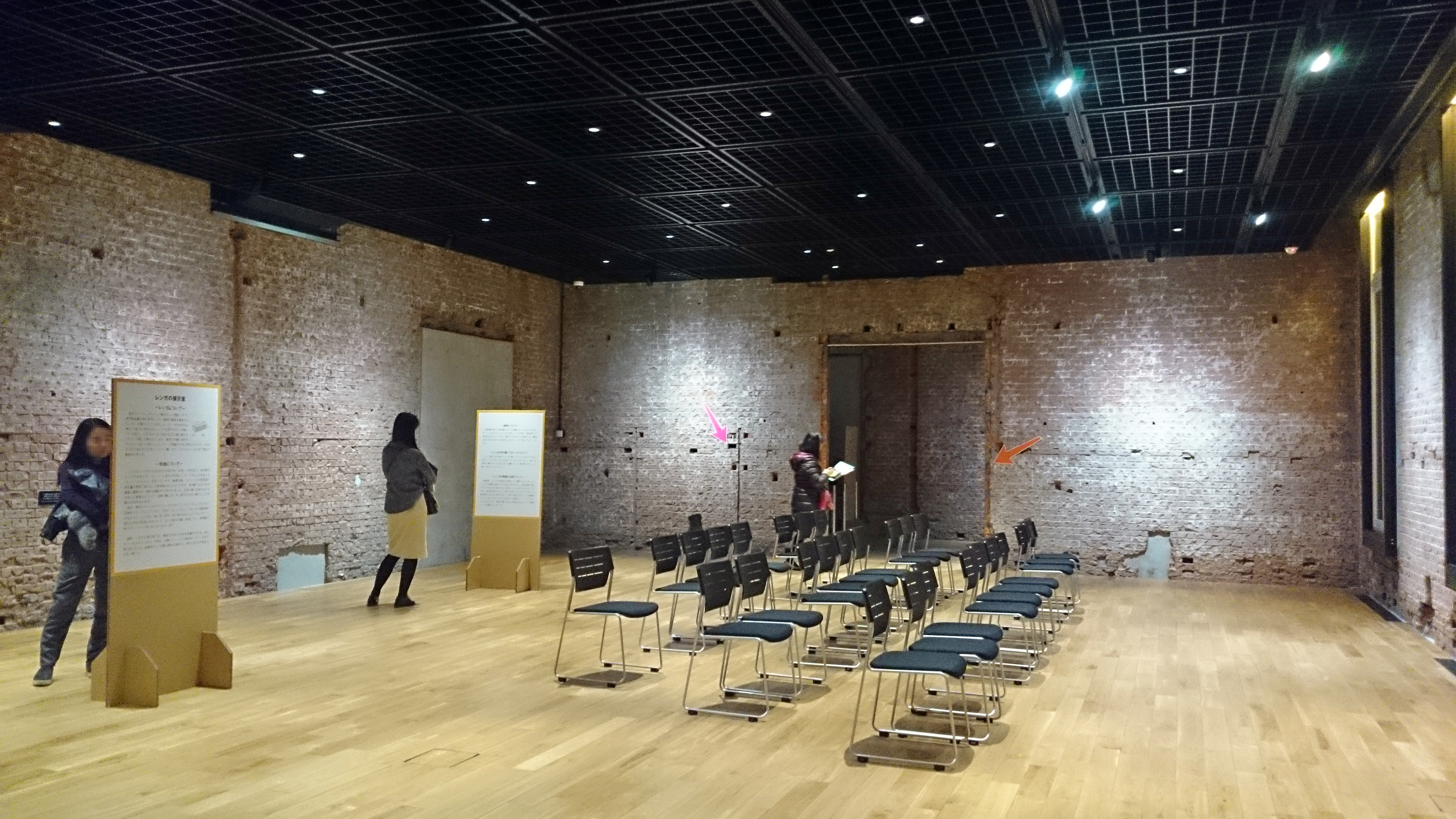
Tokyo Station Gallery
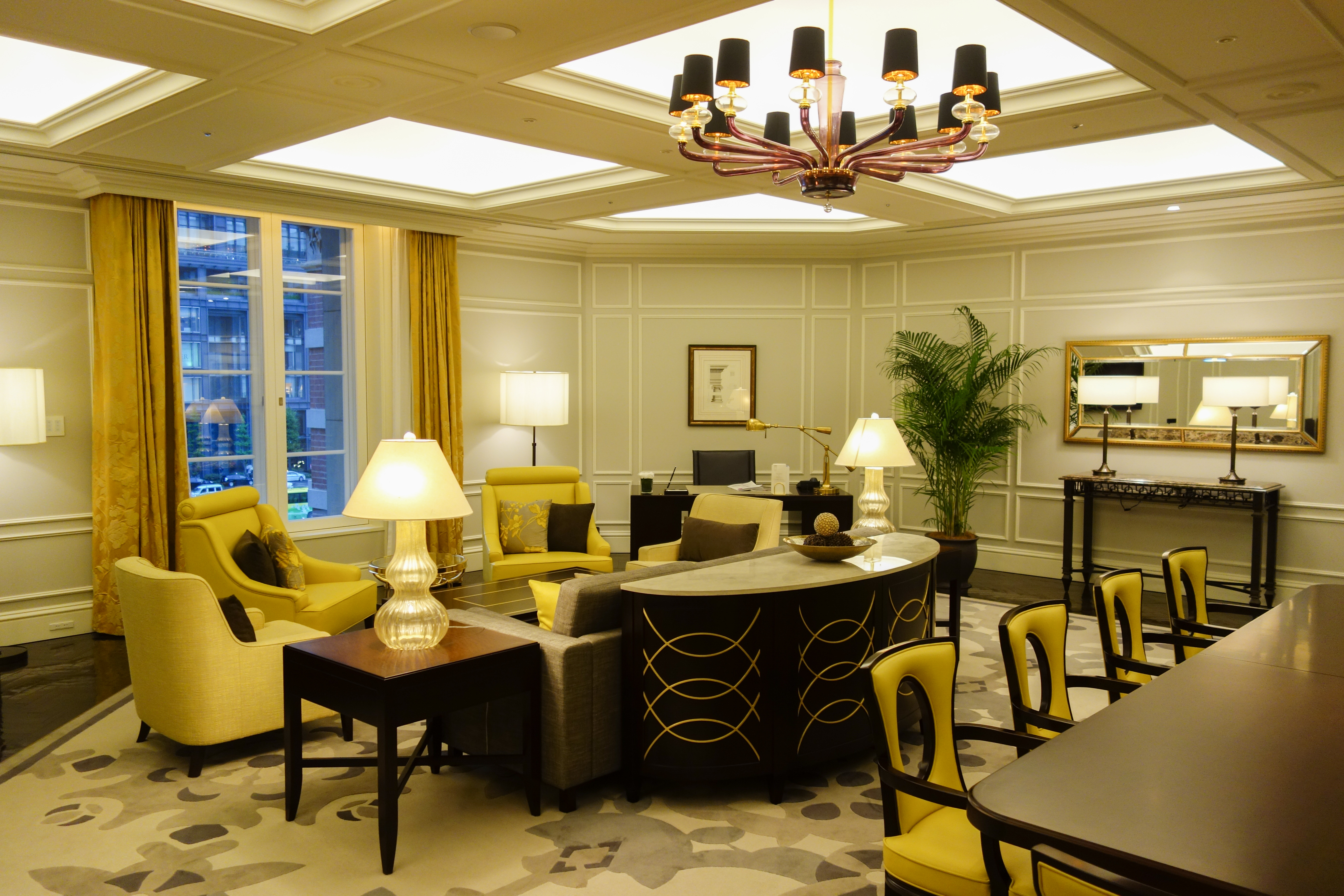
Tokyo Station Hotel

## Gleise

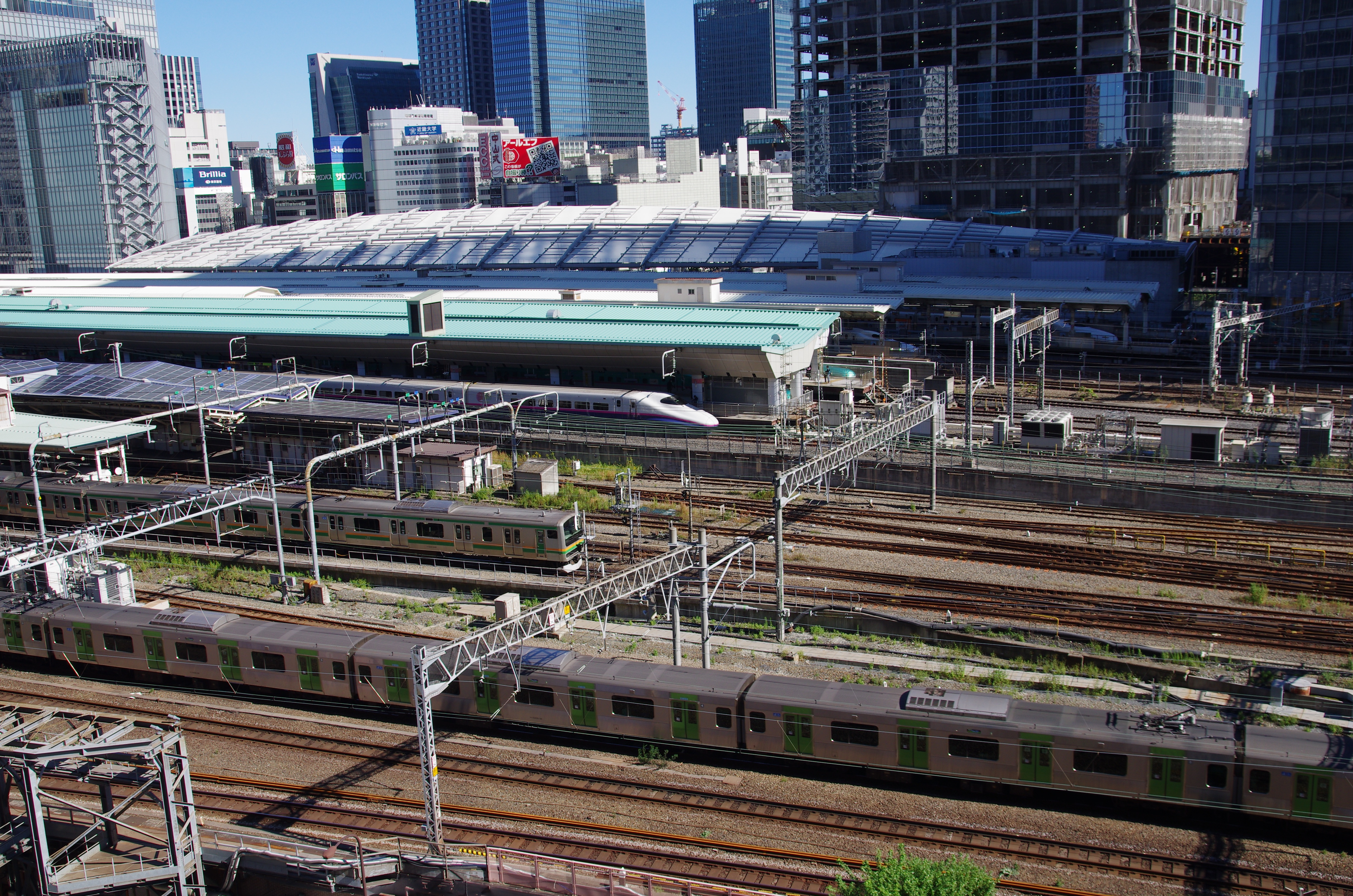
Gleisanlagen und Dach des Gran Roof-Gebäudes

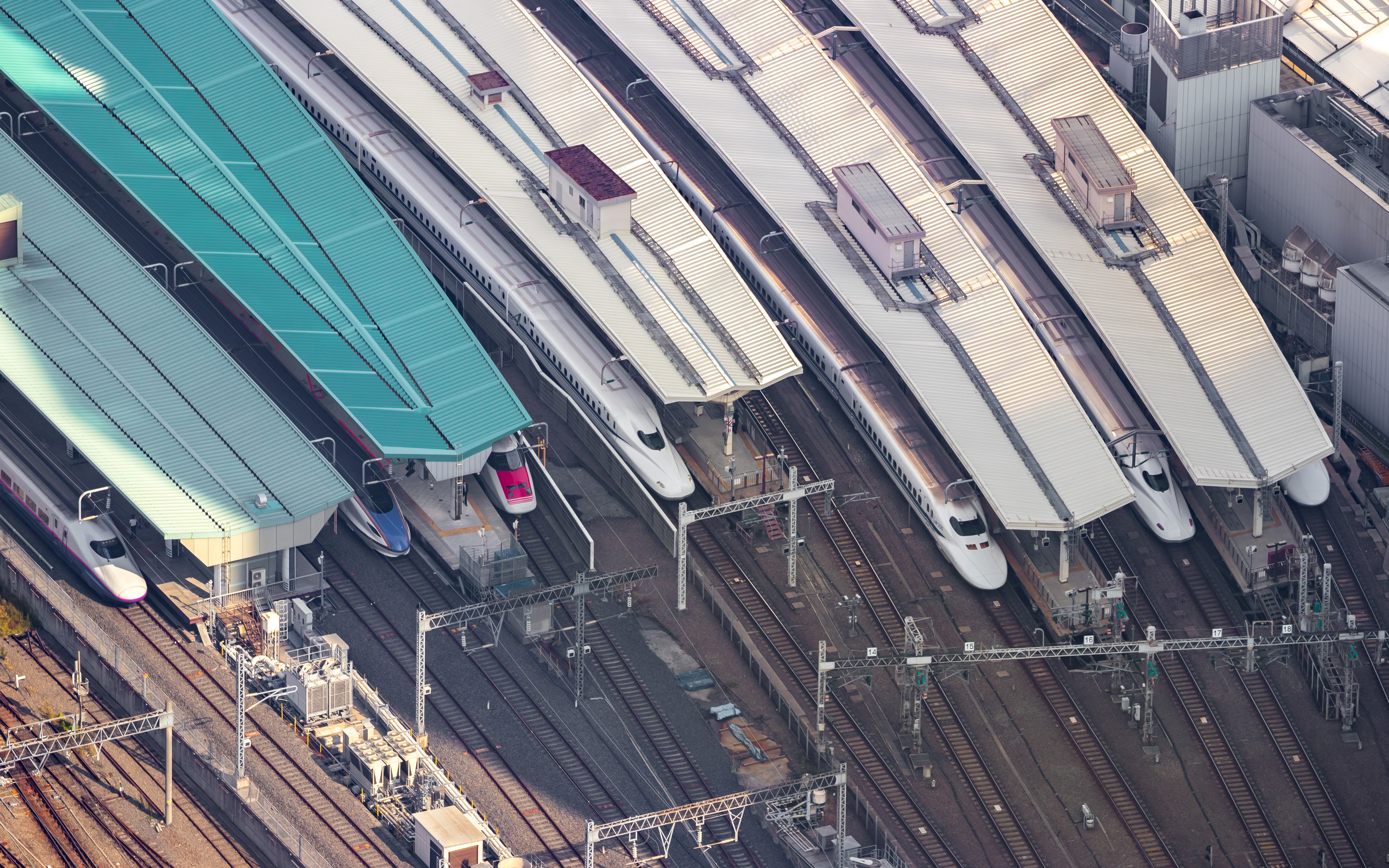
Shinkansen-Bahnsteige

Die nachfolgende Übersicht zeigt, von welchen Linien die Gleise im Bahnhof Tokio genutzt werden.
JR East
| 1/2   | ▉ Chūō-Hauptlinie     | Shinjuku • Hachiōji • Takao • Kōfu • Shiojiri   |
| 3     | ▉ Keihin-Tōhoku-Linie | Ueno • Akabane • Ōmiya                          |
| 4     | ▉ Yamanote-Linie      | Ueno • Nippori • Ikebukuro                      |
| 5     | ▉ Yamanote-Linie      | Shinagawa • Shibuya • Shinjuku                  |
| 6     | ▉ Keihin-Tōhoku-Linie | Shinagawa • Kawasaki • Yokohama • Ōfuna         |
| 7/8   | ▉ Utsunomiya-Linie    | Ōmiya • Utsunomiya / Takasaki • Maebashi / Mito |
| 9/10  | ▉ Tōkaidō-Hauptlinie  | Yokohama • Odawara • Atami • Shimoda / Shuzenji |
| 20–23 | ▉ Tōhoku-Shinkansen   | Fukushima • Sendai • Morioka • Shin-Aomori      |
| 20–23 | ▉ Hokkaidō-Shinkansen | Shin-Aomori • Shin-Hakodate-Hokuto              |
| 20–23 | ▉ Akita-Shinkansen    | Morioka • Akita                                 |
| 20–23 | ▉ Yamagata-Shinkansen | Fukushima • Yamagata • Shinjō                   |
| 20–23 | ▉ Jōetsu-Shinkansen   | Takasaki • Niigata                              |
| 20–23 | ▉ Hokuriku-Shinkansen | Takasaki • Nagano • Toyama • Kanazawa           |

JR East (Sōbu-Tunnelbahnhof)
| 1/2 | ▉ Yokosuka-Linie        | Yokohama • Ōfuna • Kurihama          |
| 3/4 | ▉ Sōbu-Schnellbahnlinie | Funabashi • Chiba • Flughafen Narita |

JR East (Keiyō-Tunnelbahnhof)
| 1–4 | ▉ Keiyō-Linie     | Shin-Kiba • Maihama • Soga |
| 1–4 | ▉ Musashino-Linie | Maihama • Nishi-Funabashi  |

JR Central
| 14–19 | ▉ Tōkaidō-Shinkansen | Shizuoka • Toyohashi • Nagoya • Kyōto • Shin-Osaka |

Tōkyō Metro
| 1 | Marunouchi-Linie | Ochanomizu • Ikebukuro      |
| 2 | Marunouchi-Linie | Shinjuku • Ogikubo/Hōnanchō |

## Linien
| Verlauf der Tōhoku-Shinkansen |
| --- |
| Tokyo • Ueno • Ōmiya • Oyama • Utsunomiya • Nasushiobara • Shin-Shirakawa • Kōriyama • Fukushima • Shiroishi-Zaō • Sendai • Furukawa • Kurikoma-Kōgen • Ichinoseki • Mizusawa-Esashi • Kitakami • Shin-Hanamaki • Morioka • Iwate-Numakunai • Ninohe • Hachinohe • Shichinohe-Towada • Shin-Aomori |

| Verlauf der Tōkaidō-Shinkansen |
| --- |
| Tokyo • Shinagawa • Shin-Yokohama • Odawara • Atami • Mishima • Shin-Fuji • Shizuoka • Kakegawa • Hamamatsu • Toyohashi • Mikawa-Anjō • Nagoya • Gifu-Hashima • Maibara • Kyōto • Shin-Osaka |

| Verlauf der Chūō-Schnellbahnlinie |
| --- |
| Tokyo –Kanda • Ochanomizu • Yotsuya • Shinjuku • Nakano • Kōenji • Asagaya • Ogikubo • Nishi-Ogikubo • Kichijōji • Mitaka • Musashi-Sakai • Higashi-Koganei • Musashi-Koganei • Kokubunji • Nishi-Kokubunji • Kunitachi • Tachikawa • Hino • Toyoda • Hachiōji • Nishi-Hachiōji • Takao |

| Verlauf der Keihin-Tōhoku-Linie / Negishi-Linie |
| --- |
| Ōmiya • Saitama-Shintoshin • Yono • Kita-Urawa • Urawa • Minami-Urawa • Warabi • Nishi-Kawaguchi • Kawaguchi • Akabane • Higashi-Jūjō • Ōji • Kami-Nakazato • Tabata • Nishi-Nippori • Nippori • Uguisudani • Ueno • Okachimachi • Akihabara • Kanda • Tokyo • Yūrakuchō • Shimbashi • Hamamatsuchō • Tamachi • Takanawa Gateway • Shinagawa • Ōimachi • Ōmori • Kamata • Kawasaki • Tsurumi • Shin-Koyasu • Higashi-Kanagawa • Yokohama • Sakuragichō • Kannai • Ishikawachō • Yamate • Negishi • Isogo • Shin-Sugita • Yōkōdai • Kōnandai • Hongōdai • Ōfuna |

| Verlauf der Keiyō-Linie |
| --- |
| Tokyo • Hatchōbori • Etchūjima • Shiomi • Shin-Kiba • Higashi-Kasairinkaikōen • Maihama • Shin-Urayasu • Ichikawa-Shiohama • Nishi-Funabashi • Futamatashimmachi • Minami-Funabashi • Shin-Narashino • Kaihimmakuhari • Kemigawahama • Inagekaigan • Chibaminato • Soga |

| Verlauf der Takasaki-Linie |
| --- |
| Tokyo • Ueno • Oku • Akabane • Urawa • Saitama-Shintoshin • Ōmiya • Miyahara • Ageo • Kita-Ageo • Okegawa • Kitamoto • Kōnosu • Kita-Kōnosu • Fukiage • Gyōda • Kumagaya • Kagohara • Fukaya • Okabe • Honjō • Jimbohara • Shinmachi • Kuragano • Takasaki |

| Verlauf der Tōkaidō-Hauptlinie (Tokio–Atami) |
| --- |
| Tokyo • Shimbashi • Shinagawa • Kawasaki • Yokohama • Totsuka • Ōfuna • Fujisawa • Tsujidō • Chigasaki • Hiratsuka • Ōiso • Ninomiya • Kōzu • Kamonomiya • Odawara • Hayakawa • Nebukawa • Manazuru • Yugawara • Atami |

| Verlauf der Yamanote-Linie |
| --- |
| Shinagawa • Ōsaki • Gotanda • Meguro • Ebisu • Shibuya • Harajuku • Yoyogi • Shinjuku • Shin-Ōkubo • Takadanobaba • Mejiro • Ikebukuro • Ōtsuka • Sugamo • Komagome • Tabata • Nishi-Nippori • Nippori • Uguisudani • Ueno • Okachimachi • Akihabara • Kanda • Tokyo • Yūrakuchō • Shimbashi • Hamamatsuchō • Tamachi • Takanawa Gateway • Shinagawa |

| Verlauf der Sōbu-Schnellbahnlinie / Yokosuka-Linie |
| --- |
| Tsudanuma • Funabashi • Ichikawa • Shin-Koiwa • Kinshichō • Bakurochō • Shin-Nihombashi • Tokyo • Shimbashi • Shinagawa • Nishi-Ōi • Musashi-Kosugi • Shin-Kawasaki • Yokohama • Hodogaya • Higashi-Totsuka • Totsuka • Ōfuna • Kita-Kamakura • Kamakura • Zushi • Higashi-Zushi • Taura • Yokosuka • Kinugasa • Kurihama |

## Einkaufsmöglichkeiten
Die drei Hauptdurchgänge vom westlichen zum östlichen Empfangsgebäude bilden den Kern des unterirdischen Einkaufszentrums GRANSTA mit zahlreichen Läden und gastronomischen Einrichtungen. Im Osten schließt sich die Yaesu Shopping Mall an, die mit dem Kaufhaus Daimaru im nördlichen der GranTokyo-Türme verbunden ist. In Richtung Norden erstreckt sich ein drittes Einkaufszentrum mit dem Namen First Avenue Tokyo Station, dessen Geschäfte thematisch geordnet sind: An der Character Street werden Anime- und Manga-Artikel verkauft, im Okashi Land Geschenkartikel und Konfekt, während an der Ramen Street auf Ramen-Gerichte spezialisierte Restaurants zu finden sind. Ein weit verzweigtes Netz von Fußgängerpassagen, die von weiteren Läden gesäumt werden, verbindet den Bahnhof mit den wichtigsten benachbarten Bürogebäuden in Marunouchi, den Tunnelbahnhöfen sowie den benachbarten U-Bahnhöfen Ōtemachi Nijūbashimae, Ginza und Hibiya. Insgesamt sind die Passagen rund 20 km lang und zählen mehr als 1000 Läden, die jährlich einen geschätzten Umsatz von etwa 100 Milliarden Yen erwirtschaften.

Innenansichten der Einkaufszentren
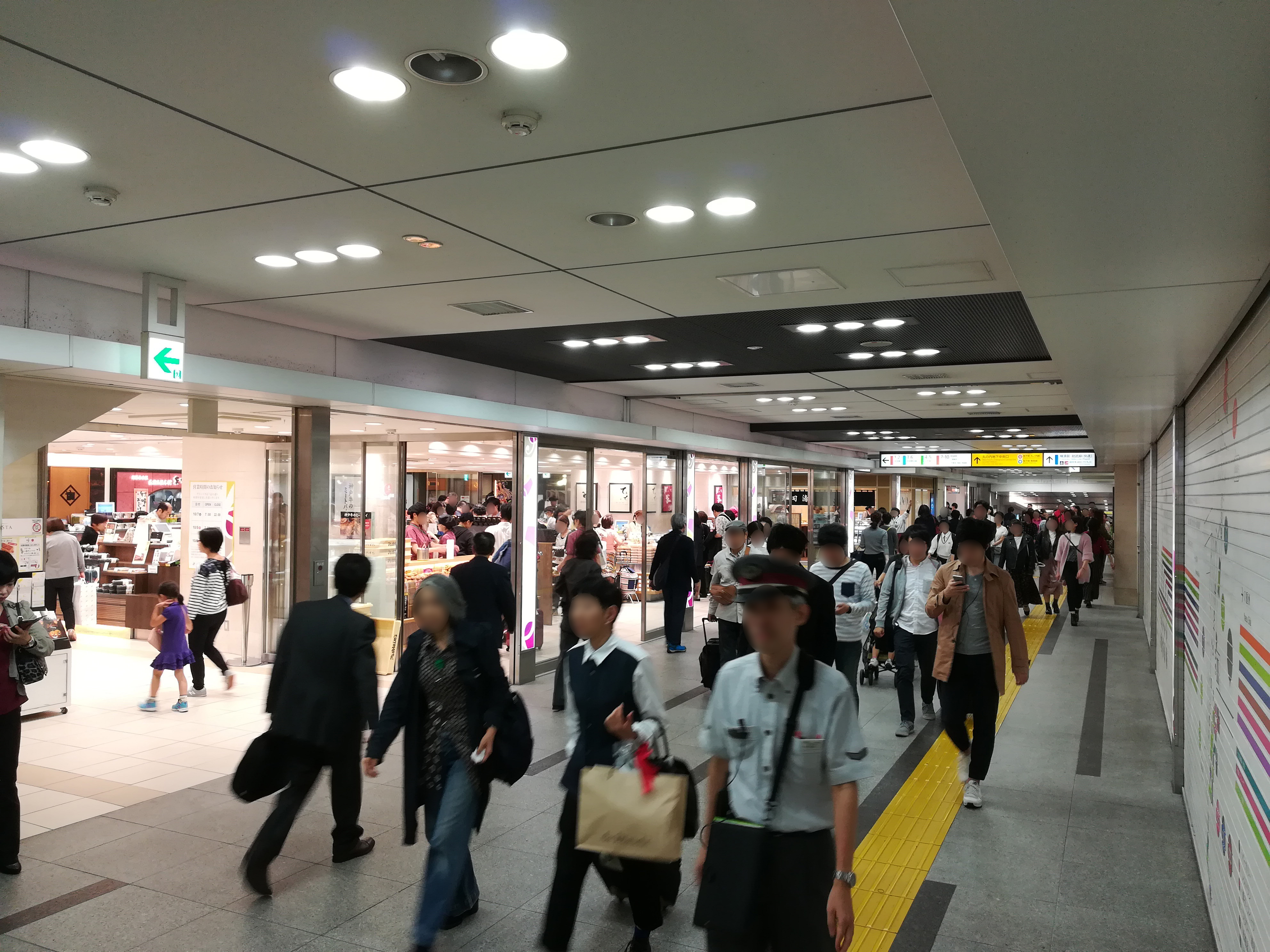
GRANSTA
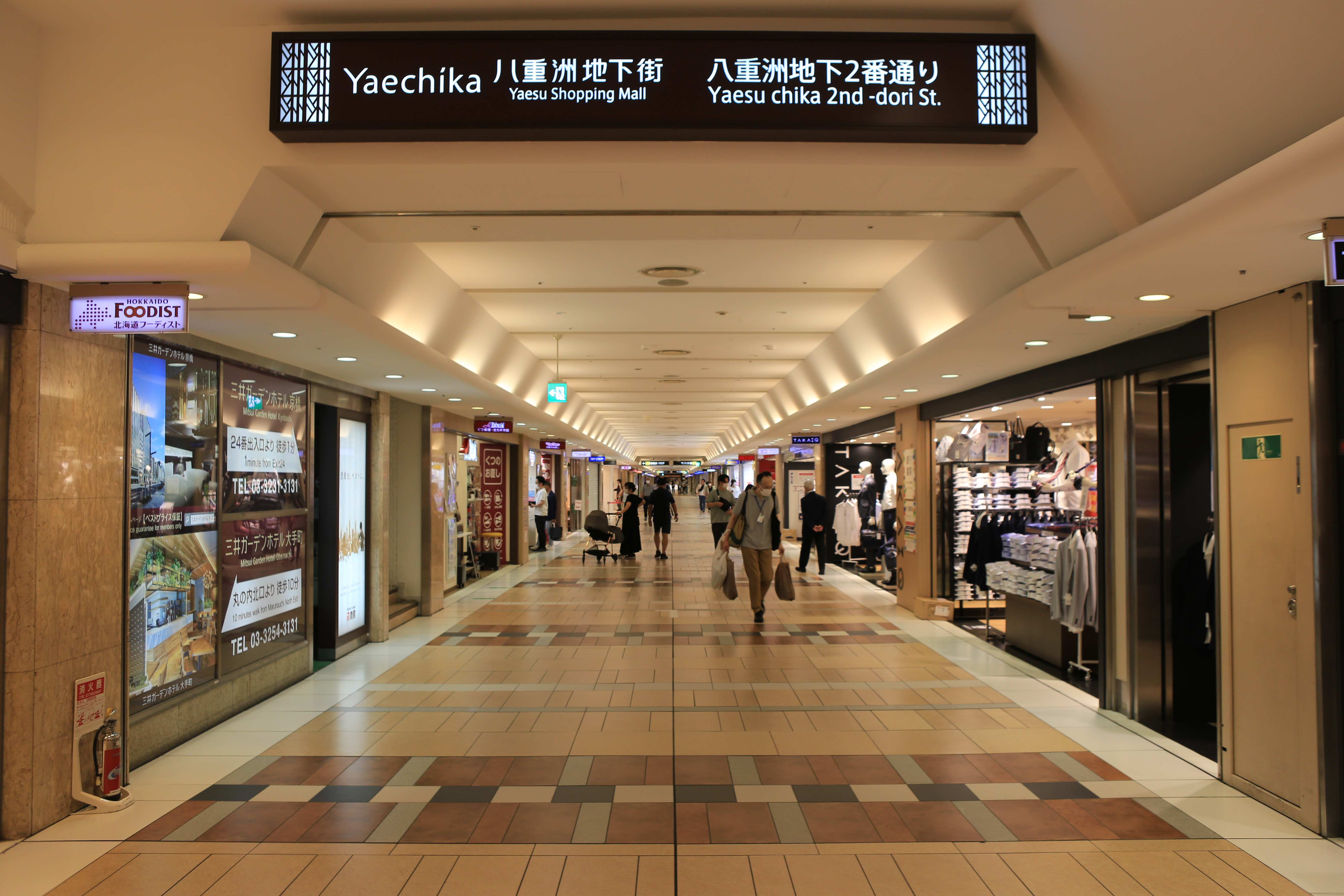
Yaesu Shopping Mall
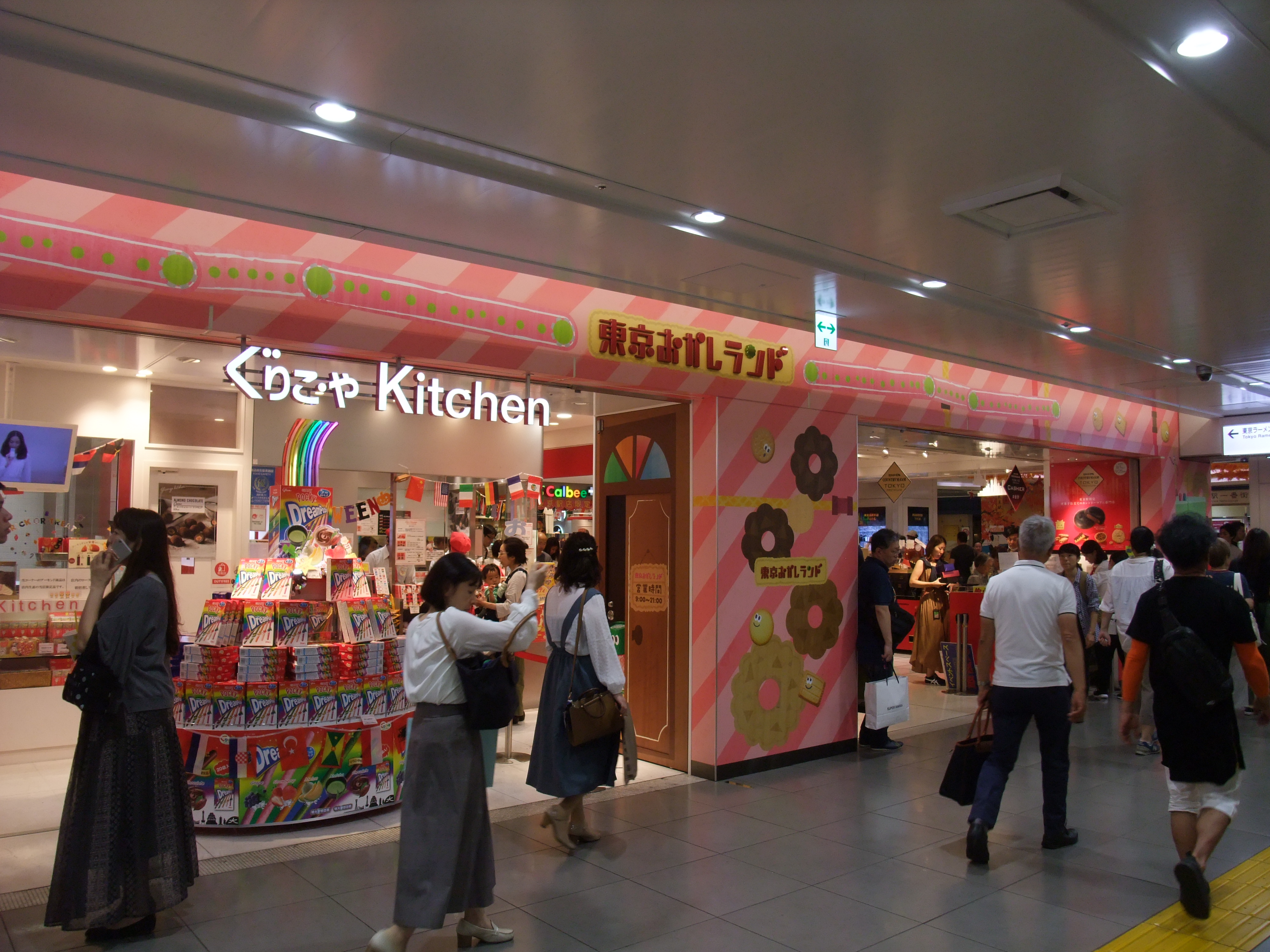
Laden im Okashi Land
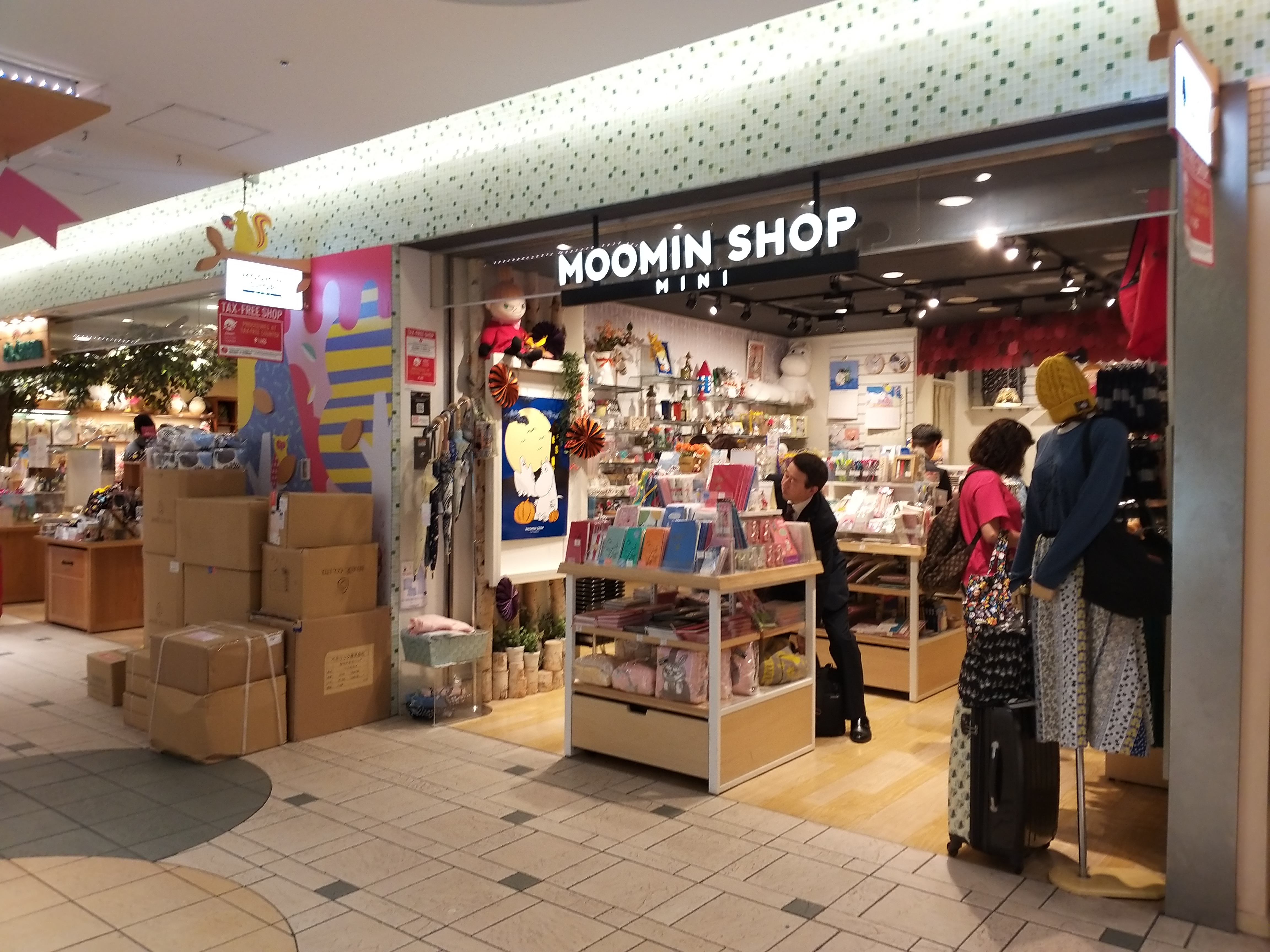
Laden an der Character Street

## Besonderheiten

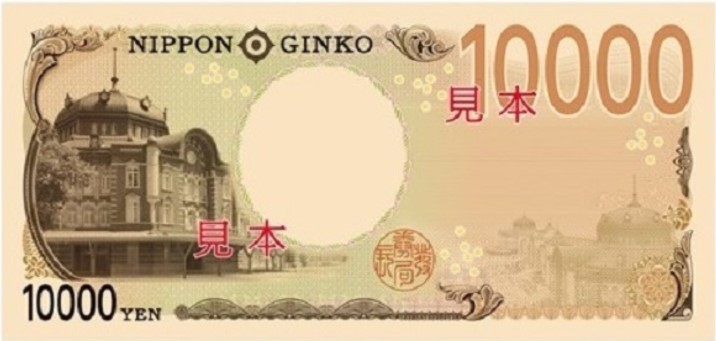
Rückseite der 10.000-Yen-Banknote

Sämtliche Züge, die vom und zum Bahnhof Tokio fahren, werden elektrisch angetrieben. Allerdings besitzen die Strecken vier unterschiedliche Bahnstromsysteme. Die in Tokio beginnenden Shinkansen-Schnellfahrstrecken besitzen zwar dieselbe elektrische Spannung von 25 kV, sind aber wegen der unterschiedlichen Frequenz nicht miteinander kompatibel. Auf der Tōhoku-Shinkansen beträgt sie 50 Hz, auf der Tōkaidō-Shinkansen hingegen 60 Hz; auch sind die Gleise der beiden Strecken nicht miteinander verbunden. Jeweils mit Gleichspannung elektrifiziert sind die Marunouchi-Linie der U-Bahn (600 V) und sämtliche Kapspurstrecken von JR East (1500 V).
Als Haupteigentümerin des Bahnhofs Tokio ging JR East Partnerschaften mit Bahnhöfen in anderen Ländern ein, die aufgrund ihrer Architektur eine gewisse Ähnlichkeit besitzen. Einerseits soll ein Gedankenaustausch auf fachlicher Ebene ermöglicht werden, andererseits wird eine touristische Kooperation angestrebt. Zurzeit bestehen Partnerschaften mit dem Bahnhof Amsterdam Centraal in Amsterdam, dem Grand Central Terminal in New York, dem Bahnhof Hsinchu auf Taiwan und dem Hauptbahnhof Frankfurt in Frankfurt am Main.
Die im Juli 2024 neu herausgegebene 10.000-Yen-Banknote bildet auf der Rückseite das Marunouchi-Empfangsgebäude des Bahnhofs Tokio ab, während auf der Vorderseite der Unternehmer Shibusawa Eiichi zu sehen ist.

## Geschichte

### Konzept für einen Hauptbahnhof

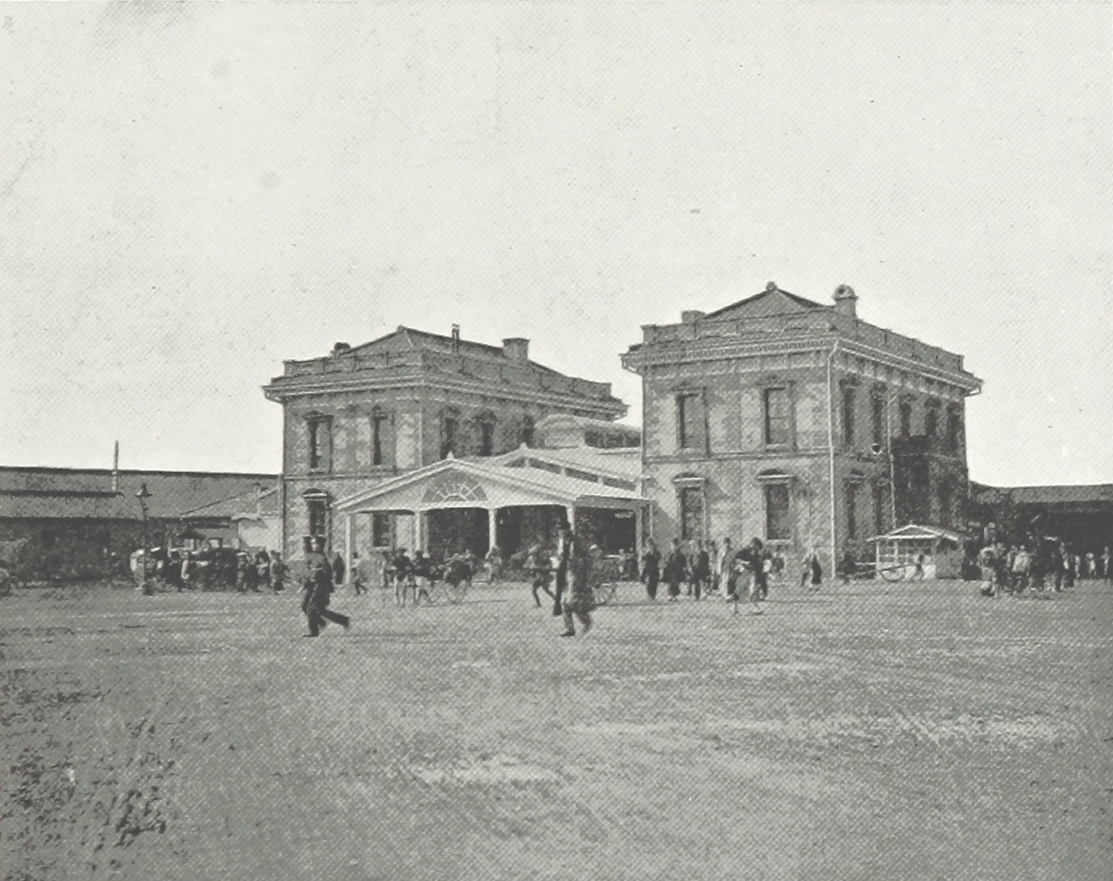
Shimbashi, Tokios ältester Bahnhof (1889)

Um die Wende vom 19. zum 20. Jahrhundert gab es im Stadtzentrum Tokios vier Kopfbahnhöfe, die mehrere Kilometer auseinander lagen: Shimbashi im Süden, Ueno im Norden, Ryōgoku im Osten und Ochanomizu im Nordwesten. Der immer dichter werdende Straßenverkehr und logistische Probleme ließen den Wunsch aufkommen, Shimbashi mit Ueno zu verbinden. Eine einflussreiche Bürgerbewegung, die sich für eine koordinierte Stadtplanung einsetzte, forderte 1884 das Innenministerium auf, ein entsprechendes Projekt auszuarbeiten. Als Reaktion darauf setzte das Innenministerium einen Ausschuss mit Behörden- und Wirtschaftsvertretern ein. Er konkretisierte ein Konzept, das den Bau einer Hochbahn zwischen Shimbashi und Ueno, eines zentralen Bahnhofs im Stadtteil Marunouchi sowie von Güterumschlagsanlagen vorsah. Das Konzept wurde dem Kizokuin, dem Oberhaus des Reichstags, vorgelegt. Doch dieser lehnte es aus finanziellen Gründen ab. Innenminister Yamagata Aritomo und Finanzminister Matsukata Masayoshi setzten sich gegen diesen Beschluss zur Wehr, worauf das Kabinett am 16. August 1888 eine Verordnung erließ.
Ein daraufhin einberufenes Komitee arbeitete die Details aus und empfahl die Ausführung des ursprünglichen Konzepts. Das staatliche Eisenbahnamt erhielt am 17. September 1890 die Anweisung, umgehend mit vorbereitenden Arbeiten zu beginnen. Der zentrale Bahnhof war unweit des Kaiserpalasts geplant. Auf dem dafür vorgesehenen Gelände standen einst Samurai-Residenzen, nach der Meiji-Restauration Kasernen, ein Truppenübungsplatz, das Polizeihauptquartier und Gerichtsgebäude. Da sich die kaiserliche Herrschaft stabilisiert hatte, fiel der Beschluss, die Einrichtungen an den Stadtrand zu verlegen und dem Mitsubishi-Zaibatsu ein riesiges Grundstück zuzuweisen, um darauf ein Büroviertel im westlichen Stil zu errichten. Letztlich wurde von diesen hochfliegenden Plänen kaum etwas verwirklicht und gegen Ende der Meiji-Ära war der größte Teil des Geländes eine Brache, die den spöttischen Namen Mitsubishigahara („Mitsubishi-Feld“) trug. Aus diesem Grund schien es naheliegend, dort den Hauptbahnhof zu errichten.

### Planung der Hochbahnstrecke

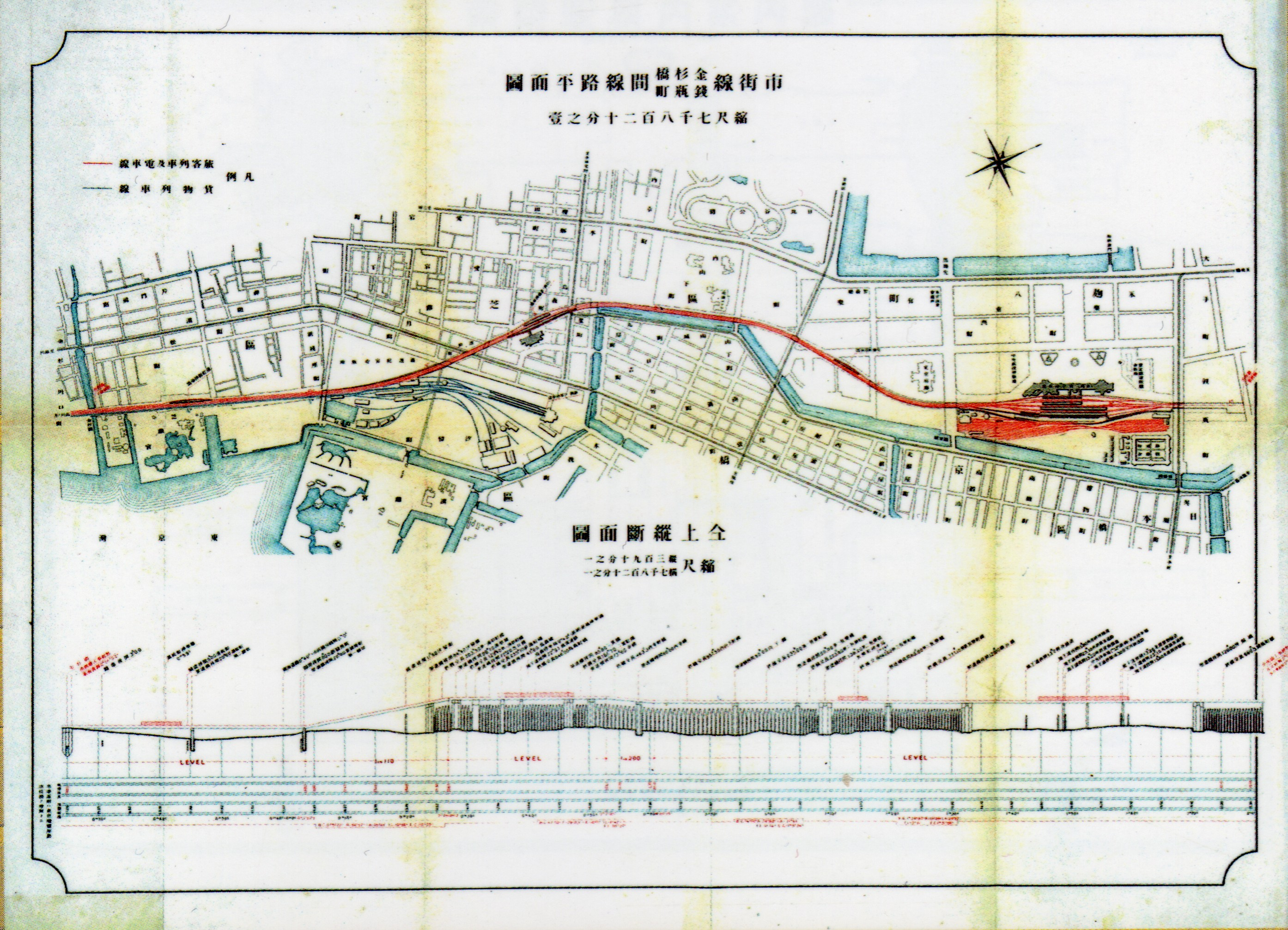
Planskizze für die Viaduktstrecke zum neuen Hauptbahnhof

Der Ingenieur Sengoku Mitsugi erhielt den Auftrag, die Hochbahn-Trasse von Shimbashi zum zukünftigen Hauptbahnhof zu vermessen. Obwohl er viel Erfahrung im Bahnbau besaß, fühlte er sich angesichts der Komplexität des Vorhabens überfordert und bat um Unterstützung ausländischer Ingenieure. Zu dieser Zeit war der Deutsche Hermann Rumschöttel als Berater der Bahngesellschaft Kyūshū Tetsudō tätig. Im Auftrag der Nippon Tetsudō erarbeitete er nun einen ersten Entwurf. Nach dem Vorbild der Berliner Stadtbahn, an der er ebenfalls mitgewirkt hatte, schlug er einen langen gemauerten Viadukt vor. Hirokawa Koshiro, ein Assistent Sengokus, setzte unter Rumschöttels Anleitung die Vermessung fort und stellte den Entwurf fertig.
Auf dieser Basis ersuchte die Nippon Tetsudō am 5. August 1893 um eine Baugenehmigung für die Hochbahn Ueno–Shimbashi. Die Baukosten wurden auf viereinhalb bis fünf Millionen Yen geschätzt – einschließlich des Hauptbahnhofs sowie zweier weiterer Bahnhöfe für den Nahverkehr. Der Ausbruch des Japanisch-Chinesischen Kriegs führte zu Verzögerungen. Der Shūgiin, das Unterhaus des Reichstags, genehmigte am 4. Februar 1896 einen Betrag von 3,5 Millionen Yen, sodass die Nippon Tetsudō für den Rest hätte aufkommen sollen. Die Last der Investitionen erschien für dieses Privatunternehmen jedoch untragbar und es wird vermutet, dass die Geschäftsleitung allmählich die Begeisterung für das Projekt verlor. Nach der Verabschiedung des Budgets erfolgte am 28. April 1896 die Gründung des Architekturbüros Shin-Nagama, das für die weitere Planung zuständig war. Dabei handelte es sich um einen Vorgänger der heutigen Bauabteilung von JR East. Anstelle von Rumschöttel, der nach Deutschland zurückgekehrt war, engagierte die Regierung 1898 dessen Landsmann Franz Baltzer als technischen Berater.
Die in Rumschöttels Amtszeit geplante Trasse entsprach in etwa der tatsächlich gebauten, die sich zwischen den Bahnhöfen Shimbashi und Tokio entlang dem damals noch bestehenden äußeren Graben leicht nach Westen wölbt. Eine von Baltzer vorgeschlagene geradlinigere Trasse hätte den Stadtteil Ginza abgeschnitten, der sich zu einem belebten Einkaufsviertel entwickelt hatte. Auch in Bezug auf Praktikabilität und Grunderwerbskosten war sie inakzeptabel, sodass sich die Regierung für den ursprünglichen Vorschlag entschied. Angesichts der Erfahrungen des Nōbi-Erdbebens von 1891, das viele Bahnbauten beschädigt hatte, drängte sich eine bessere Erdbebensicherheit auf. Baltzer war der Meinung, Stahlkonstruktionen seien besser geeignet. Allerdings hätte Japan damals sämtlichen Stahl importieren müssen, was zu unerwünschtem Kapitalabfluss aus dem Land geführt hätte. Ziegelbauten konnten hingegen bei einheimischen Unternehmen bestellt werden und ihre Wartungskosten nach der Fertigstellung waren geringer. Deshalb fiel die Wahl auf einen mit Stahlträgern verstärkten Ziegelsteinviadukt. Baltzer entwarf einen Teil der Hochbahn und unterwies gleichzeitig die japanischen Ingenieure. Nach seiner Heimkehr integrierten sie bis 1904 die selbst entworfenen Abschnitte in den Gesamtplan.

### Bahnhofsentwürfe von Baltzer und Tatsuno

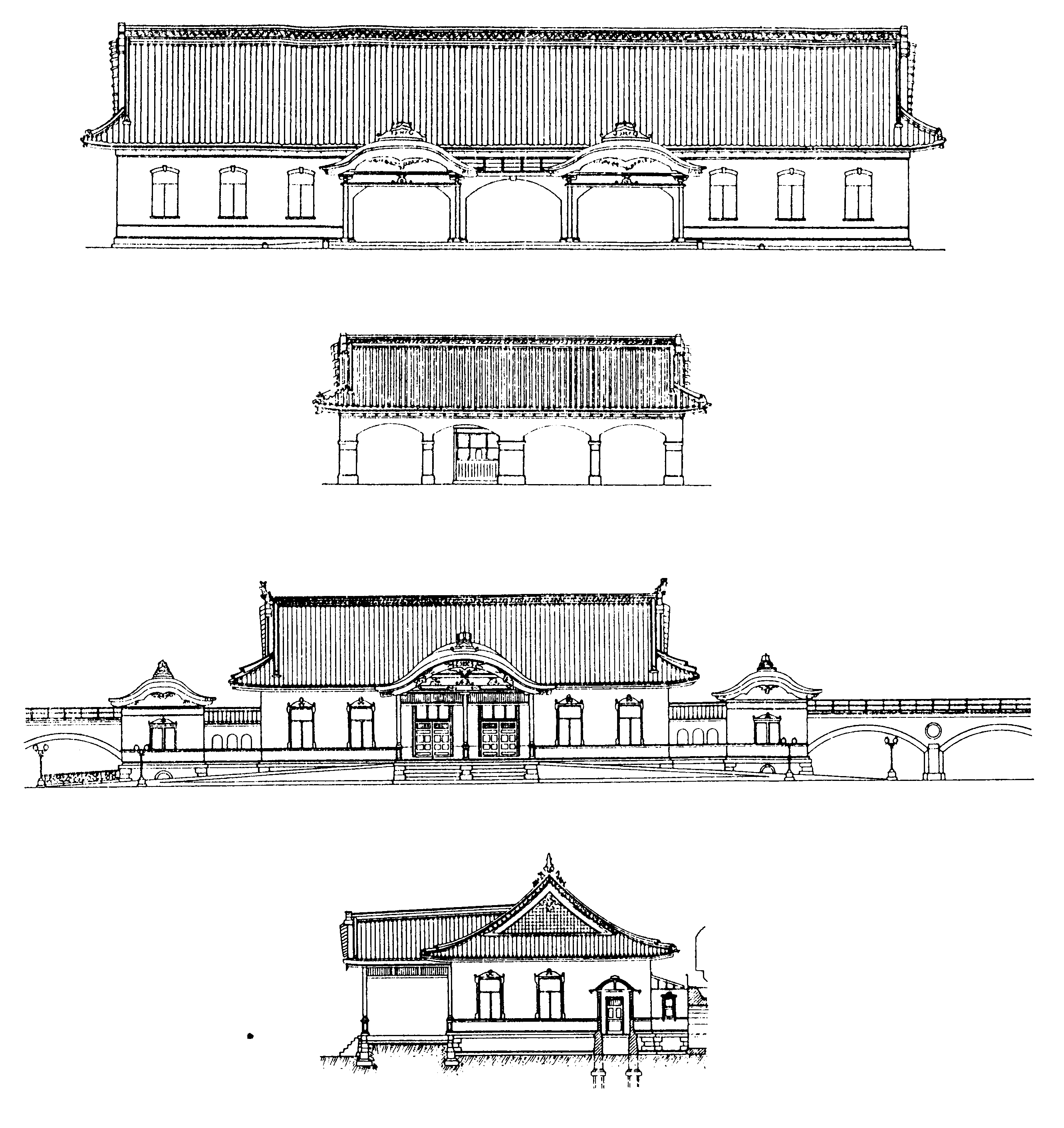
Baltzers Entwurf

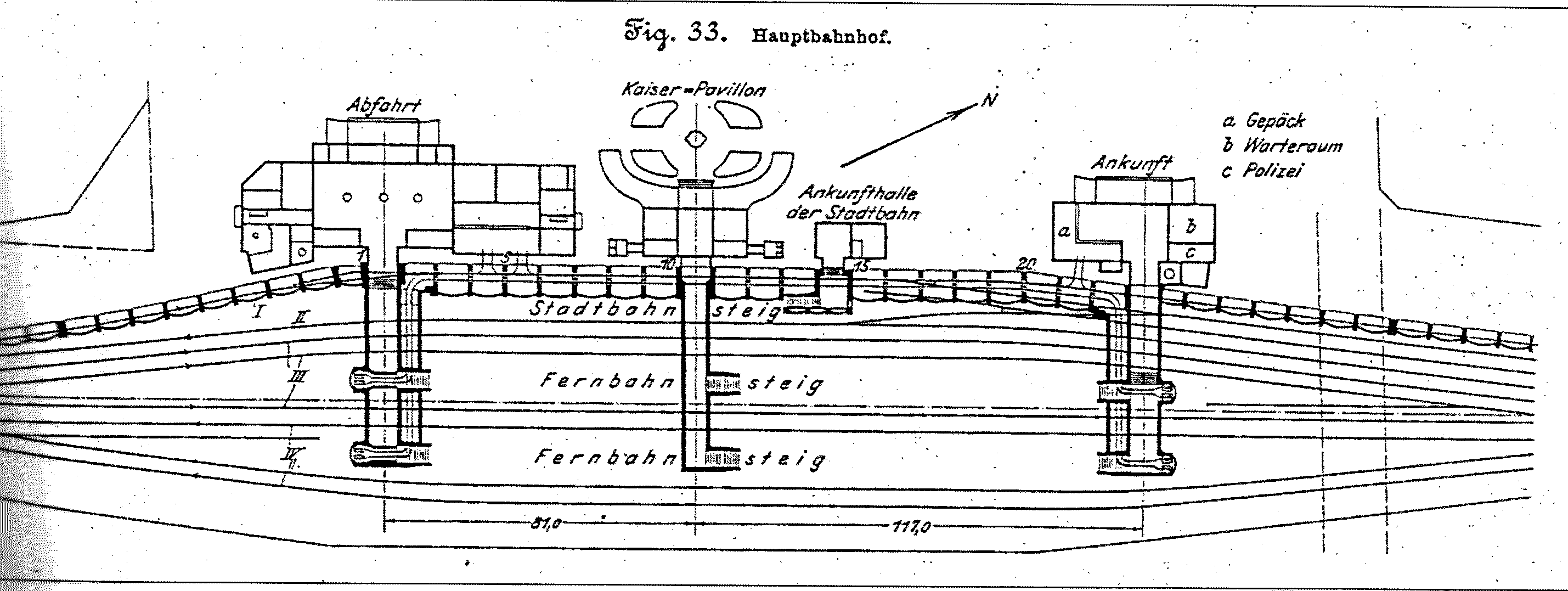
Grundriss zu Baltzers Entwurf

An der Gestaltung des Hauptbahnhofs war Baltzer ebenfalls beteiligt. Dort sollten die Gleise auf einem Damm liegen und das Empfangsgebäude an dessen Westseite errichtet werden. Baltzer schlug ein Bauwerk in Ziegelbauweise mit teilweise behauenen Steinen und einem Dach mit japanischen Giebeln vor. Mit der Einbindung von Elementen der traditionellen Burg- und Tempelarchitektur wollte er ein Zeichen gegen den aktuellen Trend in Tokio setzen, wo immer möglich im westlichen Stil zu bauen. Vorgesehen war ein fünfteiliges Gebäude mit dem Haupteingang im Süden, dem Hauptausgang im Norden sowie dem kaiserlichen Eingang und dem Nahverkehrsausgang in der Mitte. Baltzer schlug den Bau von drei Mittelbahnsteigen vor, einen in der Nähe des Empfangsgebäudes für Nahverkehrszüge, die beiden anderen für Fernverkehrszüge. Er plante kein die ganze Anlage überspannendes Dach, stattdessen sollte jeder Bahnsteig einzeln überdacht sein. Dies war nicht nur billiger, sondern sollte auch eine übermäßige Bildung von Ruß vermeiden und zukünftige Erweiterungen erleichtern. Der Entwurf umfasste auch einen Güterumschlag an der Ostseite vor, und zwar etwa drei Meter tiefer als die Ebene der Bahnsteige, wodurch ein Umschlag auf Lastkähne möglich gewesen wäre.
Da das Bedürfnis bestand, sich als fortschrittliches Land zu präsentieren, stieß Baltzers traditionell wirkender Entwurf auf Ablehnung. Tatsuno Kingo kritisierte, dass die Verwendung von Stein und Ziegeln in der japanischen Architektur problematisch sei. Das Gebäude wirke dadurch „wie eine westliche Frau, die Japan besucht und aus Neugierde ihre Haare im japanischen Stil und japanische Schuhe trägt“. Außerdem gab es Kritik an der Platzierung des kaiserlichen Eingangs in der Mitte, da dies unpraktisch sei. Doch das Eisenbahnamt hatte keine Einwände und übernahm auch die Anordnung der Bahnsteige und Durchgänge, wenn auch mit Anpassungen. Vorgesehen waren neu vier statt drei Mittelbahnsteige. Darüber hinaus verzichtete das Eisenbahnamt auf den Güterumschlag, weil nach der Eisenbahnverstaatlichung von 1906/07 mehrere Anlagen der früheren Privatbahnen zur Verfügung standen. Auf der freien Fläche entstand stattdessen ein Depot, was Baltzer selbst als mögliche Alternative vorgeschlagen hatte. Tatsuno galt als führende Autorität Japans auf dem Gebiet der zeitgenössischen westlichen Architektur; so schien es selbstverständlich, dass er im Dezember 1903 den Auftrag erhielt, den Hauptbahnhof entsprechend zu gestalten.
In Tatsunos erstem Entwurf von 1904 entsprach die Grunddisposition weitgehend Baltzers Vorschlag. Die Ein- und Ausgänge sollten dreigeschossig sein, die Verbindungsteile ein- oder zweigeschossig. Das Budget betrug nur 420.000 Yen, sodass keine durchgängige Traufhöhe über die gesamte Länge möglich war. Zu diesem Zeitpunkt hatte sich bereits die achteckige Form der Kuppelhallen an beiden Flügelenden herausgebildet. In seinem zweiten Entwurf nahm Tatsuno verschiedene Detailanpassungen vor, um im Budget zu bleiben. Die patriotische Aufbruchstimmung nach dem Sieg im Russisch-Japanischen Krieg von 1904/05 und die Eisenbahnverstaatlichung führten jedoch dazu, dass der Staat bedeutend mehr Finanzmittel zur Verfügung stellte und das Empfangsgebäude größer gebaut werden konnte. Ein Budget von nunmehr zweieinhalb Millionen Yen sollte ein durchgehend dreistöckiges Bauwerk ermöglichen. Schließlich war die Planung im Dezember 1910 abgeschlossen. Die Last des Gebäudes sollte nicht nur von den Ziegelwänden, sondern auch von Stahlsäulen und -trägern getragen werden. Ohne die Verwendung von Stahl wären die Wände dicker und die Innenfläche kleiner ausgefallen, ebenso die Fläche der Fenster- und Türöffnungen. Außerdem entstand das Gebäude zu einer Zeit, als sich die Verwendung von Stahlbeton durchzusetzen begann. Anstatt wie früher üblich Holz für die Innenböden von Ziegelbauten zu verwenden, fiel die Wahl des Bodenbelags auf eine feuerfeste Stahlbetonplatte. Diese Materialkombination ermöglichte es, zwei große Kuppeln zu errichten.

### Bau des Bahnhofs und der ersten Zufahrtsstrecke

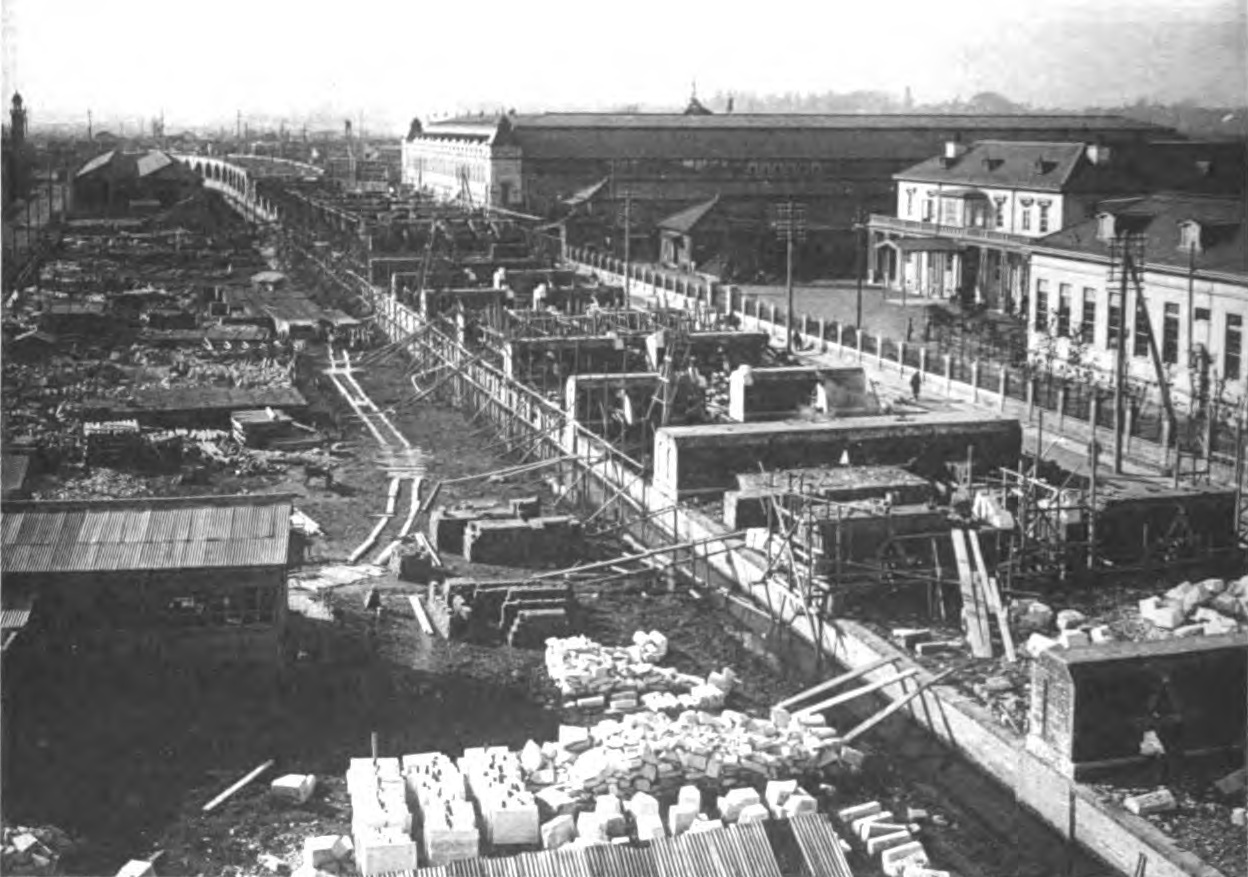
Bau der Hochbahn (1910)

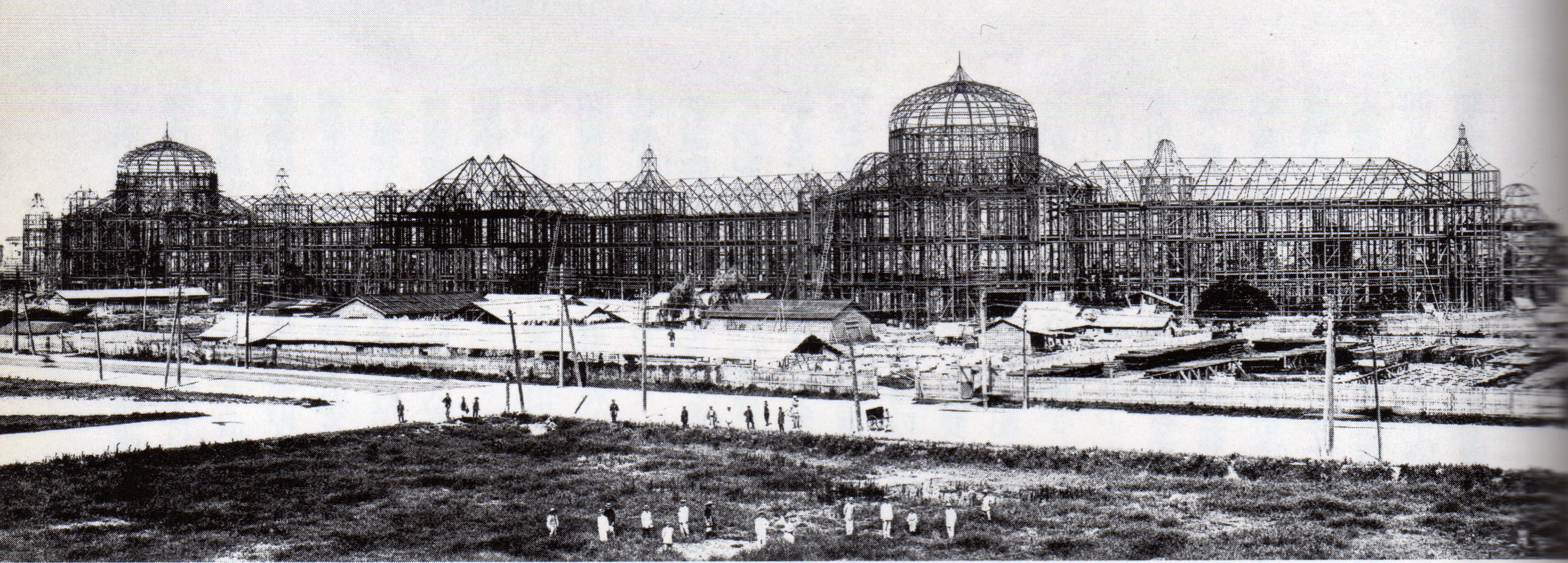
Stahlskelett des Hauptbahnhofs (September 1911)

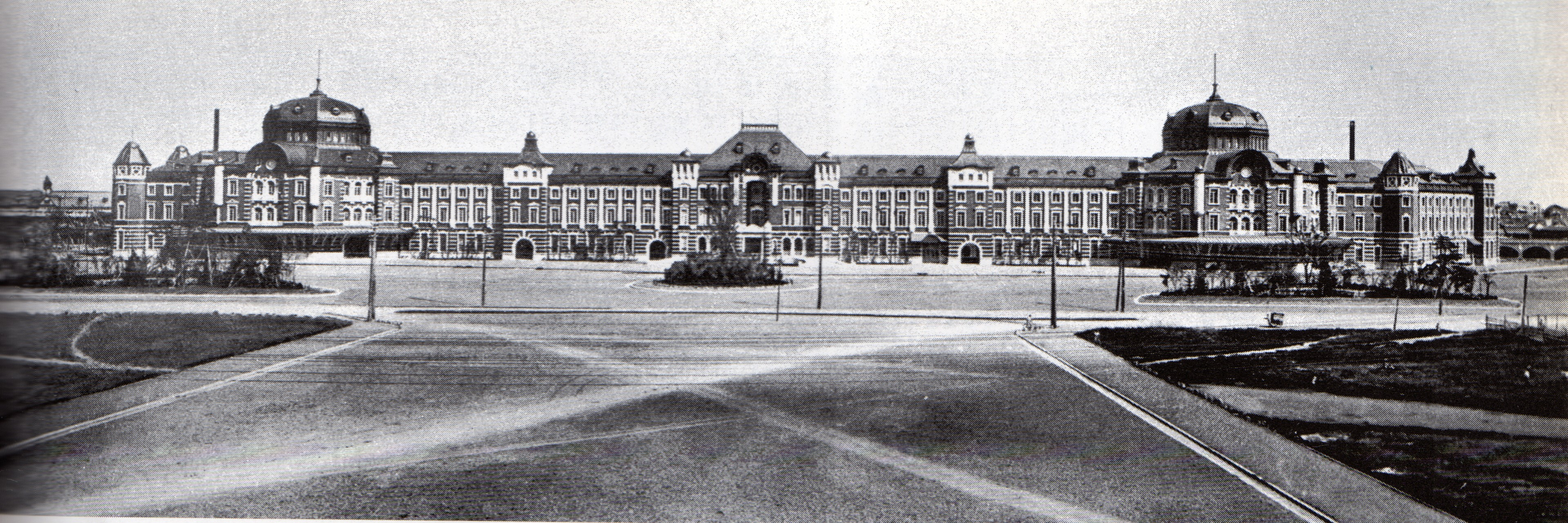
Ansicht des fertiggestellten Empfangsgebäudes (1914)

Der Bau der Hochbahn beschränkte sich wegen der prekären Haushaltslage zunächst auf den südlichen Teil der Strecke. 1899 begannen geologische Untersuchungen und 1900 die eigentlichen Bauarbeiten, aufgeteilt in fünf Baulose. Wegen des Boxeraufstands und des Russisch-Japanischen Kriegs mussten sie mehrmals unterbrochen werden, so dass sie erst nach zehn Jahren abgeschlossen waren. Auf bereits fertiggestellten Abschnitten befuhren Nahverkehrszüge der Yamanote-Linie ab 15. Dezember 1909 die Strecke Shinagawa–Karasumori (heute Shimbashi). Am 25. Juni 1910 erreichten sie Yūrakuchō und ab 15. September 1910 fuhren sie etwa 300 m weit durch das Baugelände des Hauptbahnhofs zur provisorischen Endhaltestelle Gofukubashi. Die Fundamentarbeiten am Empfangsgebäude begannen am 25. März 1908. Zu diesem Zeitpunkt war die Planung zwar noch nicht abgeschlossen, doch die späteren Umrisse waren endgültig festgelegt.
Für die Bauarbeiten zuständig war Ōbayashi-gumi, ein aufstrebendes Unternehmen aus Osaka, das den Auftrag durch eine Ausschreibung erhalten hatte. Es war derart akribisch, dass ein fachkundiger Inspektor nach der Fertigstellung keinen einzigen Fehler finden konnte. Bei den Gründungsarbeiten rammten die Arbeiter 11.050 Kiefernpfähle von 3,6 bis 7,2 m Länge im Abstand von 60 cm in den Boden, darauf gossen sie 1,2 m dicken Fundamentbeton. Anschließend wurden Flach- und Rundstahl im Raster aufgereiht und wieder betoniert. Die Kiefernpfähle stammten aus der Präfektur Aomori und der für das Fundament der Stahlsäulen verwendete Granit aus der Präfektur Ibaraki. Die Stahlrahmen stellte zum einen das Stahlwerk Yahata (heute Nippon Steel Corporation) her, zum anderen handelte es sich um Importe aus Großbritannien und den USA. Die Montage begann im August 1910 und war nach 13 Monaten abgeschlossen, wobei die Menge des verwendeten Stahls rund 3500 Tonnen betrug. Der Bau der Wände und Böden begann im April 1911 und dauerte ebenfalls 13 Monate. Ungefähr 8,6 Millionen rote Ziegel wurden für strukturelle und schmückende Zwecke verbaut. Für den Verputz der dekorativen Elemente verwendete man Granit und Kunststein.
Die kaiserlichen Räume waren mit Intarsien, Marmor und weißen Holzdecken ausgestattet, während die öffentlich zugänglichen Räume im ersten Stockwerk mit Pflastersteinen, Kunststeinen und Asphalt, im zweiten und dritten Stockwerk mit Holzböden auf Beton sowie verputzten Decken versehen waren. Die Dächer waren mit Kupferblech und 320.000 Schieferplatten aus Ogatsu in der Präfektur Miyagi gedeckt. Am 15. Dezember 1914 waren die Bauarbeiten abgeschlossen, einschließlich der Elektrik, der Wasser- und Abwasserleitungen sowie der Heizungen. Sie hatten insgesamt fünf Jahre und sieben Monate gedauert. Hinzu kam eine Pause von einem Jahr und einem Monat zwischen dem Ende der Fundamentarbeiten und dem Abschluss der Gebäudeentwurfs. Im Durchschnitt waren täglich etwas mehr als 300 Arbeiter auf der Baustelle beschäftigt, während der intensivsten Bauphase fast 1000. Insgesamt gab es fünf Todesfälle. Die Baukosten des dreigeschossigen Empfangsgebäudes beliefen sich auf 2,82 Millionen Yen, hinzu kamen 160.000 Yen für das zu diesem Zeitpunkt noch nicht fertiggestellte Bahnhofshotel. Zählt man Bahndamm, Bahnsteige, Unterführungen und Nebengebäude hinzu, betrugen die Gesamtkosten 4.071.210 Yen.

Innenansichten von 1914
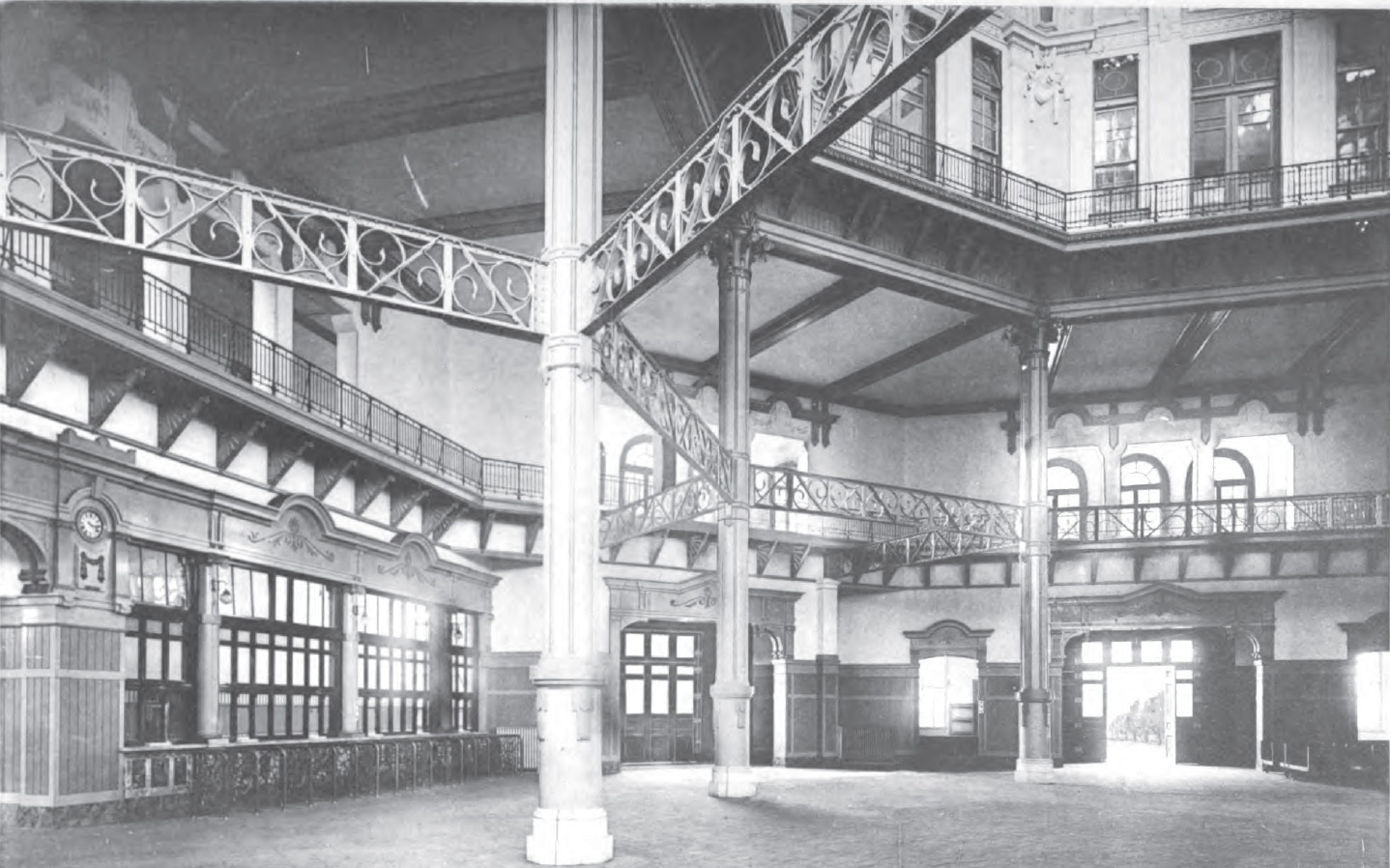
Eingangshalle
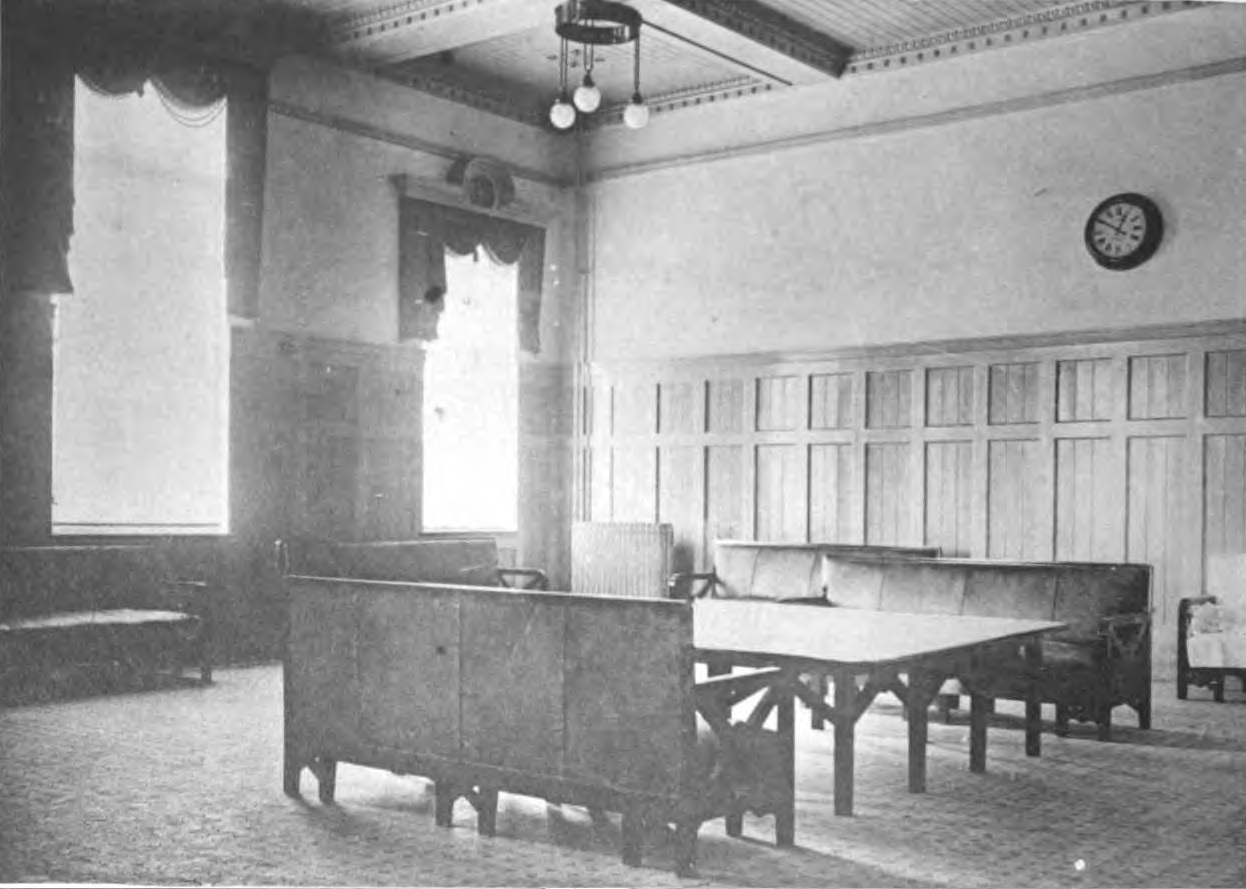
Wartesaal 1. Klasse
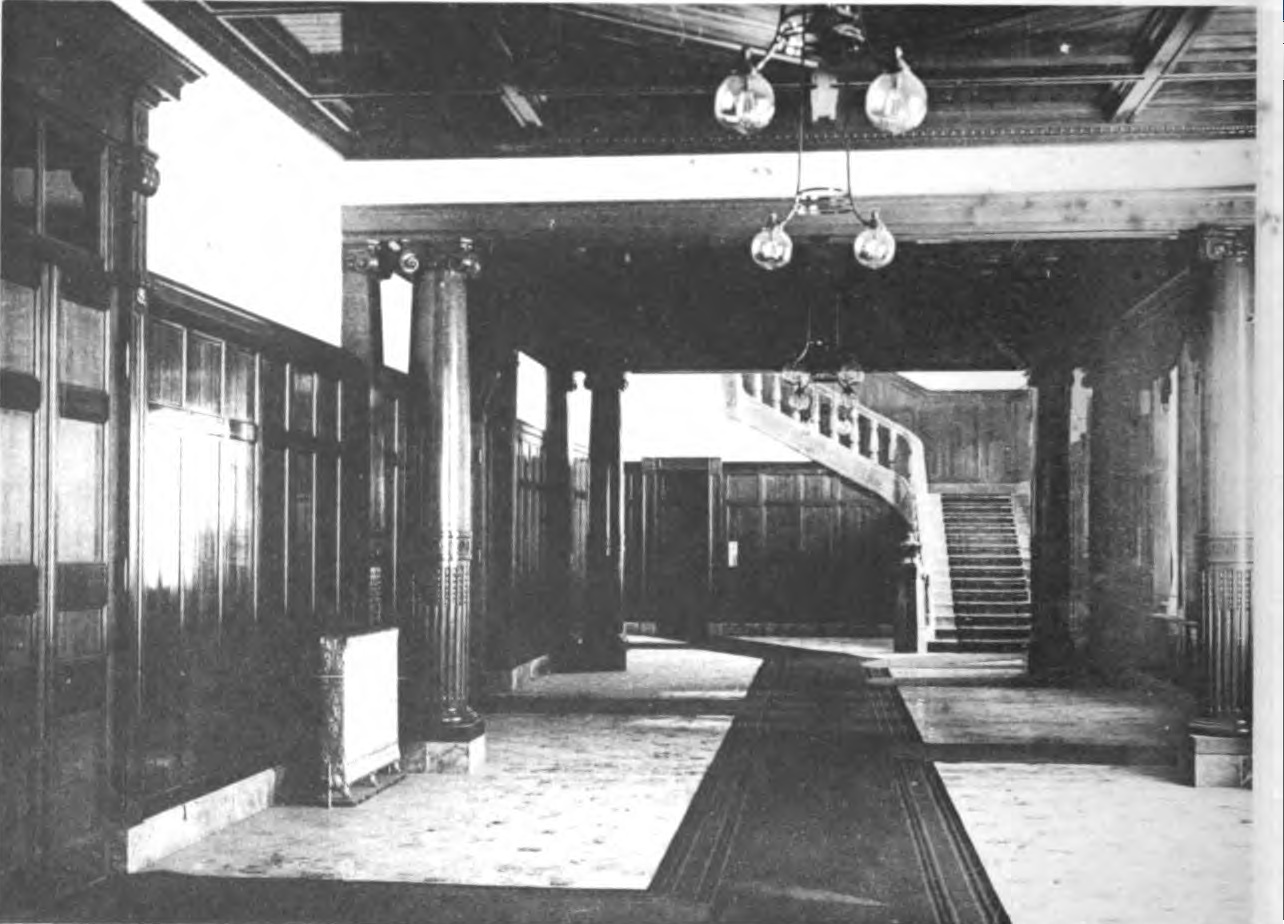
Kaiserlicher Korridor
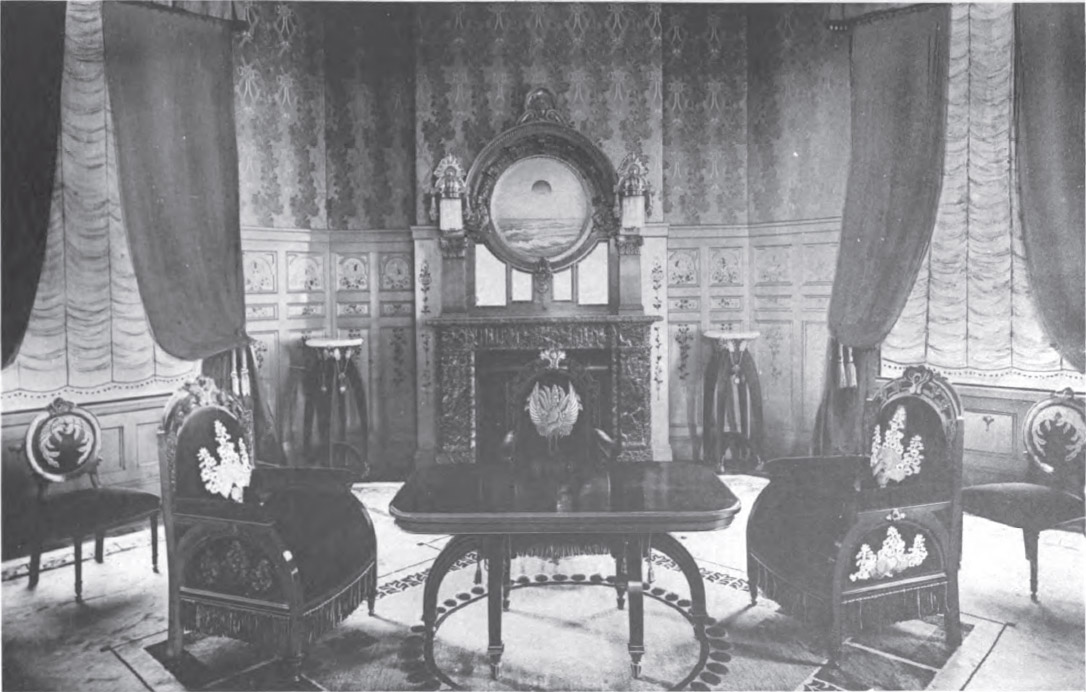
Kaiserlicher Wartesaal

### Eröffnung und anfängliche Probleme

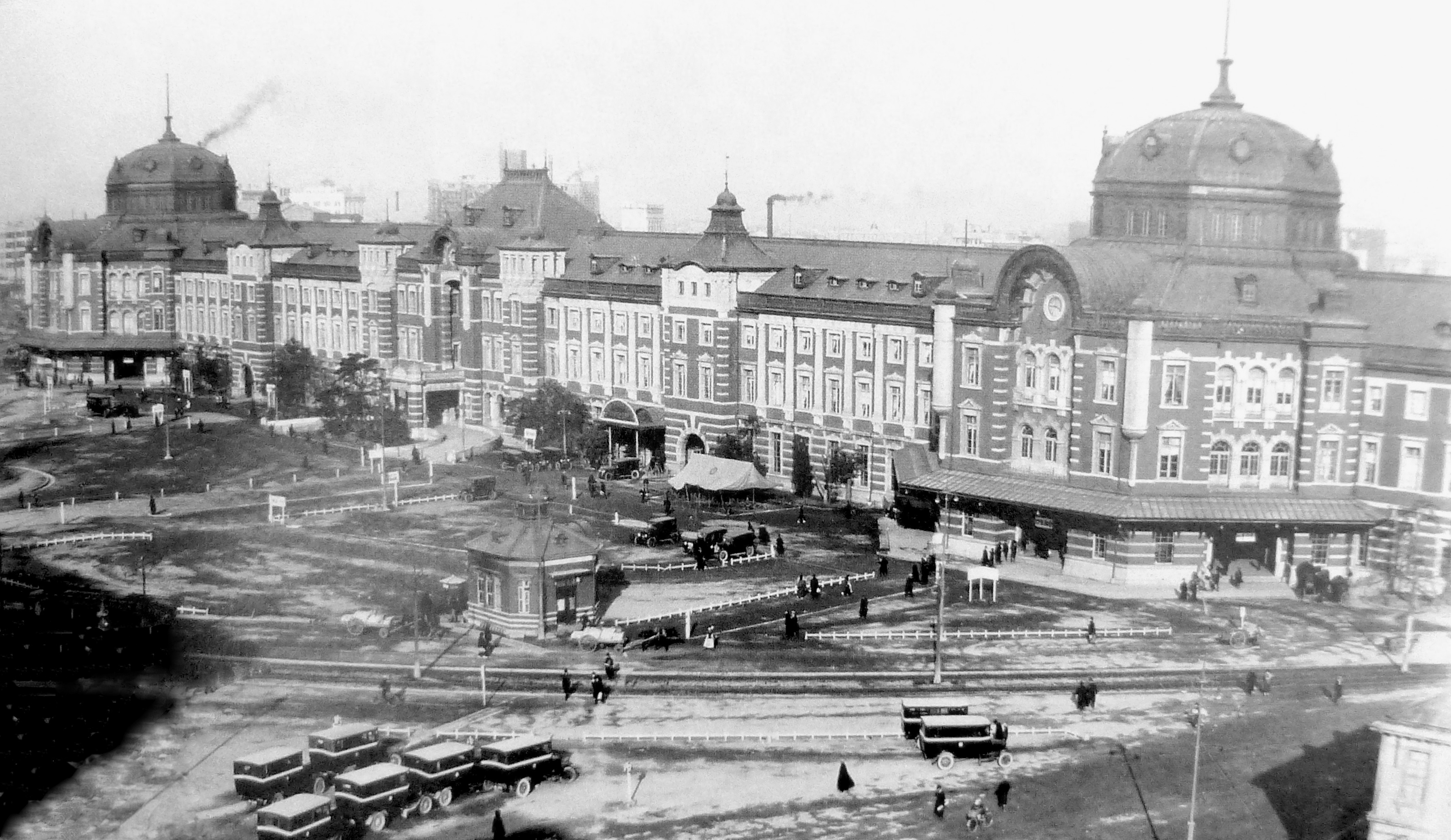
Ansicht des Bahnhofs nach der Eröffnung (1914)

Nachdem es zunächst Überlegungen gegeben hatte, den Bahnhof Chūō („Mitte“) zu nennen, legte sich das Eisenbahnamt nur zwei Wochen vor der Eröffnung auf Tōkyō fest. Am 18. Dezember 1914 fand die offizielle Eröffnungsfeier statt, an der über 1500 geladene Gäste teilnahmen. Sengoku Mitsugi (mittlerweile Vorsitzender des Eisenbahnamts), Premierminister Ōkuma Shigenobu und Tokios Gouverneur Sakatani Yoshirō hielten Glückwunschreden. Vizeadmiral Kamio Mitsuomi, der die erfolgreiche Belagerung von Qingdao befehligt hatte, traf um 10:30 Uhr von Shinagawa her kommend ein und wurde von den Anwesenden begrüßt. Anschließend führte das Eisenbahnamt eine Sonderfahrt mit ausgewählten Gästen auf der neu eingerichteten Keihin-Linie (heute Keihin-Tōhoku-Linie) zwischen Tokio und Yokohama durch, die parallel zur Tōkaidō-Hauptlinie den elektrischen Vorortverkehr übernehmen sollte. Während der Fahrt blieb der Eröffnungszug mehrmals stecken, da die Stromabnehmer und die Oberleitung nicht aufeinander abgestimmt waren; ebenso hatte sich der Oberbau an manchen Stellen gesenkt. Das peinlich berührte Eisenbahnamt entschuldigte sich am folgenden Tag in mehreren Zeitungen mit einer Annonce ausdrücklich für die entstandenen Unannehmlichkeiten.
Trotz dieser Panne konnte der Bahnhof Tokio am 20. Dezember 1914 dem Betrieb übergeben werden, gleichzeitig wurde der provisorische Endbahnhof Gofukubashi stillgelegt. Am selben Tag legte das Eisenbahnamt auch den alten Endbahnhof Shimbashi für den Personenverkehr still und baute ihn anschließend für die Nutzung durch Güterzüge um, während der 1909 auf der Hochbahn eröffnete Bahnhof Karasumori den Namen Shimbashi erhielt. Kurz nach der Eröffnung zählte der Hauptbahnhof im Durchschnitt nur 9500 Fahrgäste täglich. Dies war darauf zurückzuführen, dass das Geschäftsviertel Marunouchi noch kaum überbaut war und vorerst nur eine Verbindung von Süden her bestand. Das Empfangsgebäude stand inmitten eines leeren Feldes und die Umgebung war nachts völlig dunkel. Aufgrund der Pannenanfälligkeit musste der elektrische Betrieb am 26. Dezember eingestellt werden. Nach einer sorgfältigen Überprüfung der Anlagen wurde er am 10. Mai 1915 wieder aufgenommen. Recht spät hatten sich die Verantwortlichen dazu entschlossen, einen Anbau mit einem Bahnhofshotel zu errichten, da sie lange an der Rentabilität gezweifelt hatten. So waren bei der Inbetriebnahme des Bahnhofs nur das Restaurant und die dazu gehörenden Einrichtungen vollendet. Ursprünglich wollte das Eisenbahnamt das Hotel direkt verwalten, übertrug diese Aufgabe dann aber dem Tsukiji Seiyoken, dem führenden westlichen Hotel in Tokio. Während die Küche bereits am Eröffnungstag festliche Speisen für die Gäste zubereiten konnte, erfolgte die Aufnahme des Hotelbetriebs erst am 2. November 1915.

### Anbindung weiterer Strecken
Das Eisenbahnamt hatte vor, auch die von Westen her kommende Chūō-Hauptlinie an den Hauptbahnhof anzubinden. In Betrieb ging 1912 zunächst der Streckenabschnitt zwischen Ochanomizu und dem Bahnhof Manseibashi, der ebenfalls von Tatsuno entworfen worden war. Der Grunderwerb für das Teilstück Tokio–Ueno zog sich hingegen massiv in die Länge und eine Verwirklichung in naher Zukunft erschien unrealistisch. Deshalb beschloss das Eisenbahnamt, den Lückenschluss der Chūō-Hauptlinie vorzuziehen. So begannen im November 1915 die Arbeiten am Teilstück von Manseibashi nach Tokio. Es entstand kein massiv gemauerter Viadukt, sondern eine Stahlbeton-Bogenbrücke nach den damals modernsten Baumethoden. Die Brückenbögen wurden mit Ziegelsteinen verkleidet, um sie dem Aussehen des älteren Viadukts anzugleichen. Am 1. November 1919 erreichte die Chūō-Hauptlinie den Tokioter Hauptbahnhof. Es verkehrten vorerst nur elektrische Nahverkehrszüge, während die dampfbetriebenen Fernzüge bis 1933 in Iidamachi wendeten.

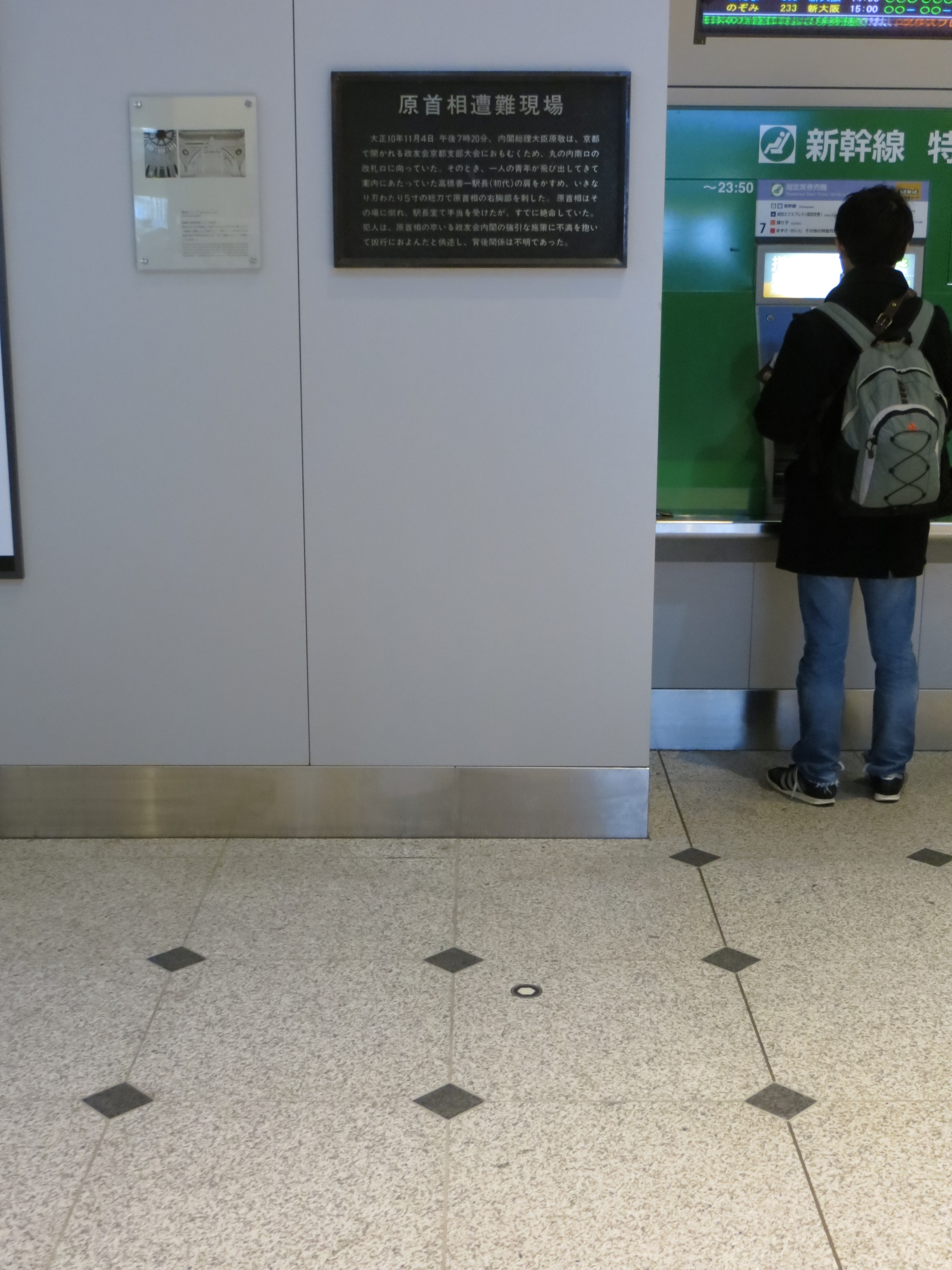
Gedenktafel für Hara Takashi und Markierung

In der ersten Hälfte des 20. Jahrhunderts war der Bahnhof Tokio zweimal der Schauplatz politisch motivierter Attentate. Am 4. November 1921 wollte Premierminister Hara Takashi zu einem Parteitag der Rikken Seiyūkai in Kyōto reisen. Auf dem Weg zum Bahnsteig wurde er von einem rechtsextremen Weichenwärter erstochen. Eine Gedenktafel und eine Markierung des Tatorts auf dem Boden in der südlichen Halle erinnern an die Tat. Am 14. November 1930 schoss ein weiterer Rechtsradikaler mit einer Pistole auf Premierminister Hamaguchi Osachi, der sich zu einem Armeemanöver in der Präfektur Okayama begeben wollte. Hamaguchi überlebte zunächst das Attentat, starb aber neun Monate später an den Folgen. Auch an ihn erinnern eine Gedenktafel und eine Markierung des Tatorts.
Am 1. September 1923 ereignete sich das Große Kantō-Erdbeben. Während das Empfangsgebäude unbeschädigt blieb, stürzten mehrere Bahnsteigdächer ein. Außerdem näherte sich von Nordosten her ein riesiger Großbrand dem Gelände. Das Bahnhofspersonal bekämpfte das Feuer und schaffte es, ein Übergreifen auf das Empfangsgebäude zu verhindern. Etwa 7000 obdachlos gewordene Menschen suchten Schutz im Bahnhof, auf den Bahnsteigen und in angehaltenen Zügen. Beginnend mit der Yamanote-Linie wurde der Bahnbetrieb nach drei Tagen schrittweise wieder aufgenommen, zuletzt auf der Tōkaidō-Hauptlinie am 28. Oktober. Das Marunouchi-Geschäftsviertel entging ebenfalls der Katastrophe und erlebte in den folgenden Jahren einen markanten Aufschwung. Die großflächigen Zerstörungen nördlich des Bahnhofs ermöglichten es dem Eisenbahnministerium, die für den Viadukt nach Ueno benötigten Grundstücke zu sehr günstigen Preisen zu erwerben und die 1920 begonnenen Bauarbeiten massiv zu beschleunigen. Schließlich konnte am 1. November 1925 die letzte Lücke zwischen Kanda und Ueno geschlossen werden, wenn auch vorerst nur zweigleisig. Dies ermöglichte es, die Züge der Tōhoku-Hauptlinie bis zum Bahnhof Tokio und jene der Keihin-Tōhoku-Linie nach Ueno zu führen sowie auf der Yamanote-Linie den Ringbetrieb einzuführen.
Wegen der fortschreitenden Elektrifizierung der Nahverkehrsstrecken verringerte sich die Zahl der von Dampflokomotiven gezogenen Züge laufend, bis sich diese auf den Fernverkehr beschränkten. Ab 1. April 1928 stand zwischen Tokio und Ueno eine zweite Doppelspur zur Verfügung. Außerdem erhielt der Bahnhof am 16. Dezember 1929 an der Ostseite im Stadtteil Yaesu einen zweiten Ausgang. Die Betreibergesellschaft des Bahnhofshotels steckte nach dem Erdbeben von 1923 in großen finanziellen Schwierigkeiten, was sich negativ auf das Management auswirkte und auch zu Streitigkeiten mit dem Personal führte. Aus diesen Gründen beschloss das Eisenbahnministerium, den Vertrag per Ende Oktober 1933 zu kündigen und das Hotel direkt zu verwalten. Nach einer Reorganisation erfolgte am 27. Dezember desselben Jahres die Wiedereröffnung unter dem Namen Tokyo Railway Hotel. Dank des verbesserten Angebots stieg die Belegungsrate, so dass das Hotel eine hohe Rendite abwarf.
Bis 1934 stieg die durchschnittliche Zahl der Fahrgäste um mehr als das Zwölffache auf 110.700 täglich an und der Bahnhof stieß an seine Kapazitätsgrenze, weshalb der Reichstag 1935 ein Ausbauprogramm genehmigte. Geplant war die Verlegung des Depots nach Shinagawa, um Platz für drei weitere Bahnsteige zu schaffen. Der Ausbruch des Pazifikkriegs im Jahr 1937 verzögerte die Verlegung, weshalb sie erst fünf Jahre später abgeschlossen war. Erheblicher Materialmangel führte dazu, dass der Ausbau der Anlagen im Bahnhof Tokio nur in eingeschränktem Maße vollzogen werden konnte. Ōbayashi-gumi baute ab 1938 einen der drei geplanten Mittelbahnsteige, der nach seiner Eröffnung am 25. September 1942 die durch den Krieg verschärfte Situation zumindest ein wenig entspannte. Weitere Ausbauprojekte mussten wegen der Eskalation des Kriegs gestrichen werden.

### Wiederaufbau und Ausbau

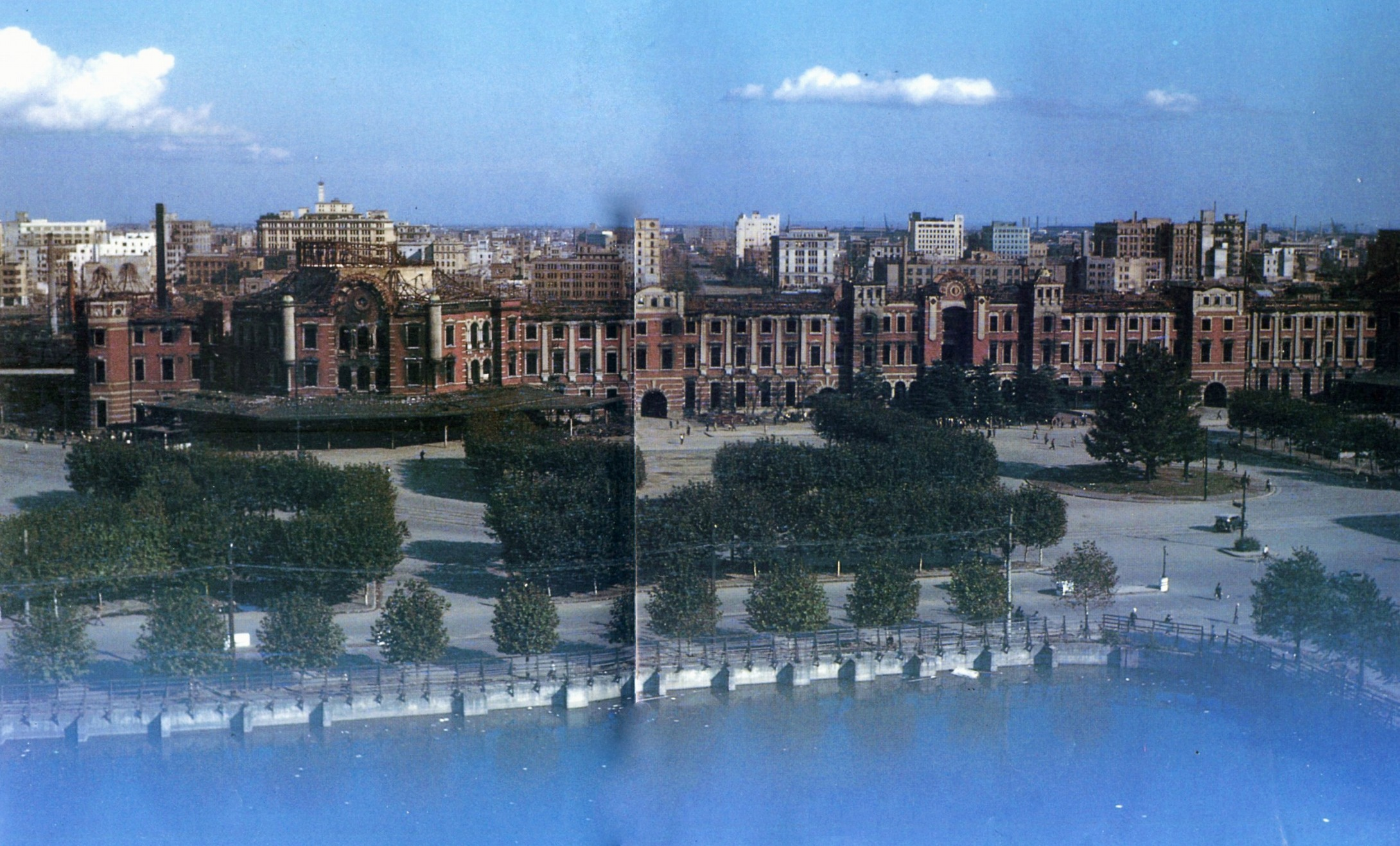
Ausgebrannter Bahnhof nach Kriegsende (1945)

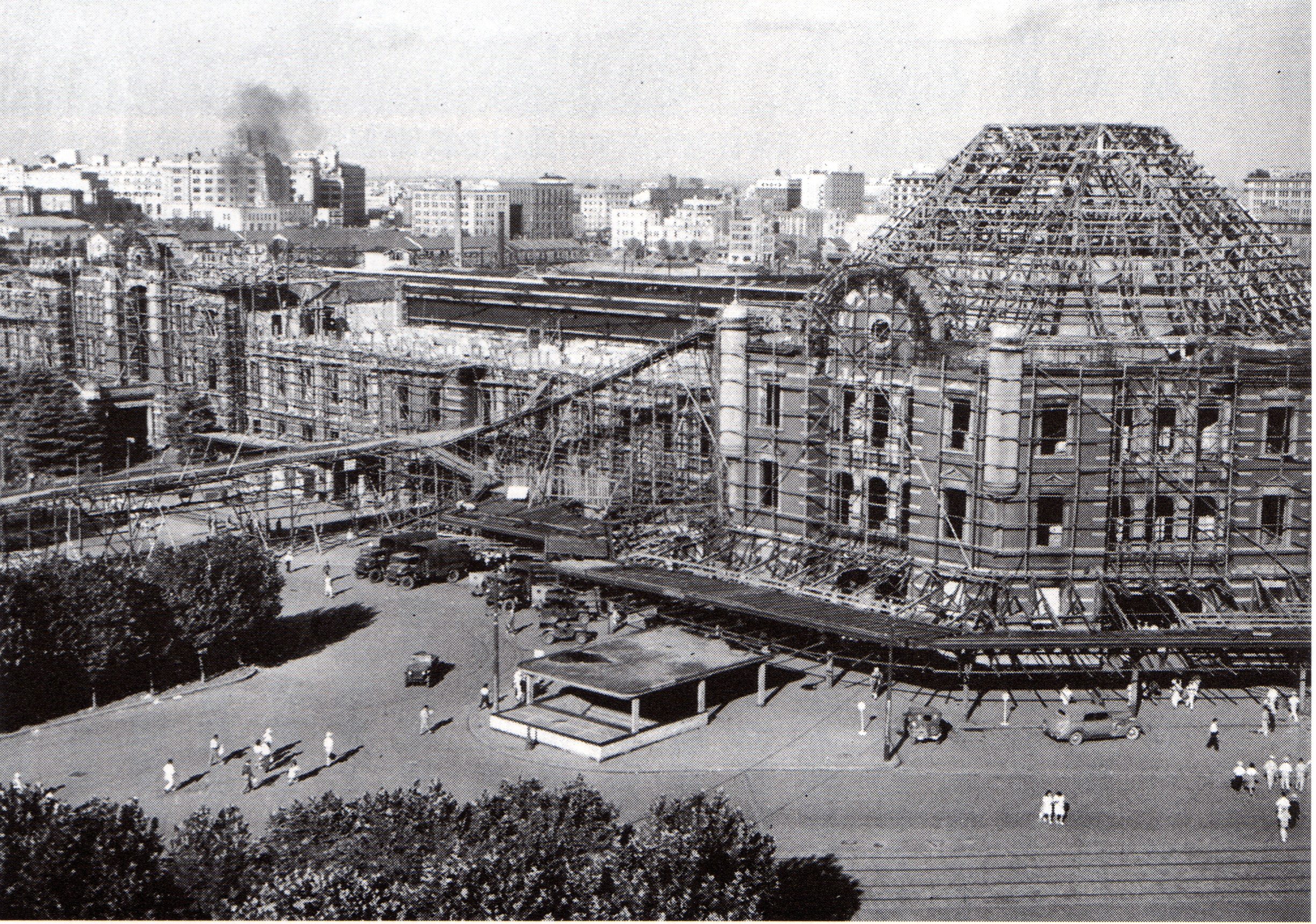
Wiederaufbauarbeiten (1946)

Bei einem schweren Luftangriff der United States Army Air Forces am 25. Mai 1945 fiel eine Brandbombe auf das Empfangsgebäude und verursachte ein Feuer, das sich rasch auf das ganze Gebäude und die Bahnsteigdächer ausbreitete. Bis zum 2. Juni konnte der fahrplanmäßige Betrieb auf allen zum Bahnhof führenden Strecken wieder aufgenommen werden. Nach Kriegsende begannen am 1. Oktober die Arbeiten zur Beseitigung der großen Zerstörungen in vollem Umfang. Der Stahlrahmen war völlig abgebrannt und hing herunter, während die Bodenplatten mit Löchern durchsetzt waren. Es gab Befürchtungen, dass das Gebäude einstürzen könnte. Nach einer eingehenden Begutachtung durch Professor Kiyoshi Mutō entschied die Bauabteilung des Verkehrsministeriums, soviele der roten Ziegel wie möglich zu erhalten und das stark beschädigte dritte Stockwerk abzureißen. Das neue Dach bestand aus verzinkten und lackierten Blechen, die 1951/52 durch Naturschiefer ersetzt wurden. Die Innendecke verkleidete man mit Duraluminium, das nach Kriegsende leicht verfügbar war. Es war für eine Lebensdauer von maximal zehn Jahren ausgelegt, hielt dann aber über sechs Jahrzehnte. Die Instandstellung der Gebäudehülle war im März 1947 abgeschlossen, danach konzentrierte man sich auf die Restaurierung des Inneren.
Kurz vor dem Friedensvertrag von San Francisco wurde damit begonnen, die vielen angebrannten Ziegel zu polieren, um sie bei der anstehenden Restaurierung der Fassade wiederzuverwenden. Doch die Finanzmittel reichten nur für die Vorderseite des Empfangsgebäudes, während man die den Bahngleisen zugewandte Seite mit Mörtel überstrich. Die Verantwortlichen erklärten, dass diese Notrestaurierung ohnehin nur eine vorübergehende Maßnahme sei und die ordentliche Restaurierung zu einem späteren Zeitpunkt problemlos nachgeholt werden könne. Tatsächlich blieb der Mörtel aber bis zur Gesamtrestaurierung des Empfangsgebäudes im frühen 21. Jahrhundert bestehen.
Das Bahnhofshotel nahm seinen Betrieb am zweiten Tag nach Kriegsende mit Feldbetten im zweiten Stockwerk des Anbaus wieder auf, da die Decke dort intakt geblieben war. Das Verkehrsministerium lagerte den Hotelbetrieb am 1. Dezember 1945 an die Nippon Kōtsū Kōgyo (engl. Japan Transport Corporation) aus, um sich auf die dringend erforderliche Wiederherstellung des Streckennetzes zu konzentrieren. Da das Gebäude unansehnlich war und selbst bei einer Restaurierung die Gefahr der Beschlagnahmung durch die Alliierten bestand, beschloss das Unternehmen, das Hotel vorübergehend zu schließen. Bis Ende Januar 1949 bestand in einer der Passagen unter den Gleisen das einfach eingerichtete Tokyo Marunouchi Hostel als Ersatz. Das Bahnhofshotel wurde ab Januar 1951 instandgestellt und am 15. November 1951 als Tokyo Station Hotel wiedereröffnet.
Der zuletzt direkt vom Verkehrsministerium verwaltete staatliche Schienenverkehr wurde am 1. Juni 1949 auf Anweisung des alliierten Oberkommandos in ein öffentliches Unternehmen überführt. Die neue Japanische Staatsbahn baute daraufhin das Fahrplanangebot kontinuierlich aus und stellte die kriegsbedingt unterbrochenen Ausbauarbeiten fertig. Dazu gehörte insbesondere zwei weitere Mittelbahnsteige, ein zusätzliches Streckengleis zwischen Tokio und Tamachi sowie die betriebliche Trennung von Yamanote-Linie und Keihin-Tōhoku-Linie. Wegen des Koreakriegs herrschte ein Mangel an Stahlträgern zur Überdachung der zusätzlichen Bahnsteige. Andererseits schied Stahlbeton aus, da dies zu einer Überbelastung des Viadukts geführt hätte. Aus diesem Grund gelangte nach sorgfältigem Testen das noch relativ neuartige Spannbetonverfahren zur Anwendung. Diese Ausbaumaßnahmen waren am 1. September 1953 abgeschlossen, worauf im Bahnhof Tokio 16 Gleise zur Verfügung standen.

### Zweites Empfangsgebäude in Yaesu

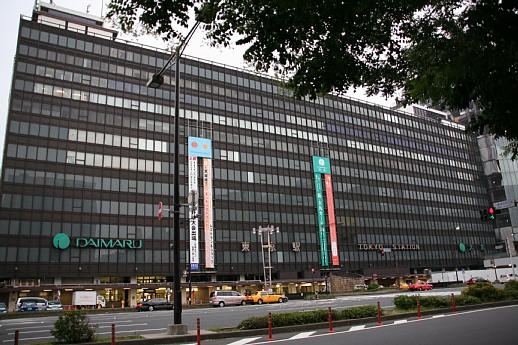
Empfangsgebäude in Yaesu (August 2006)

Das schlichte Stationsgebäude in Yaesu war im Krieg unbeschädigt geblieben, so dass die Bahnhofsfunktionen eine Zeitlang dort konzentriert waren. Um die rasch steigende Zahl der Fahrgäste zu bewältigen, entstand 1948 ein zweistöckiges Holzbauwerk. Ein halbes Jahr nach der Fertigstellung brach am 29. April 1949 durch unsorgfältigen Umgang mit einer Zigarette ein Brand aus, worauf das Gebäude vollständig niederbrannte. Drei Jahre später erstellte die Staatsbahn ein weiteres Gebäude, in dem sie die gesamte Gepäckabfertigung unterbrachte. Die umgeschlagene Menge stieg weiter an, weshalb die Staatsbahn zwölf Jahre später beschloss, den Gepäck- vom Reiseverkehr zu trennen und teilweise zu den Einrichtungen am Güterbahnhof Shiodome zu verlegen. Später führte die Staatsbahn den Gepäcktransport aus Rentabilitätsgründen komplett mit Lastwagen durch. Mit der Fertigstellung einer zweiten Doppelspur zwischen Tokio und Tabata war es ab 19. November 1956 möglich, die betriebliche Trennung der Yamanote-Linie und der Keihin-Tōhoku-Linie zu vollenden.
Seit dem Brand behalf sich die Staatsbahn in Yaesu mit einer Baracke. Sie beschloss den Bau eines um 38 Meter nach Osten versetzten dauerhaften Neubaus. Dadurch war es möglich, Platz für zwei weitere Bahnsteige zu gewinnen. Da die Staatsbahn nicht über genügend finanzielle Mittel verfügte, ging sie eine Kooperation mit privaten Unternehmen ein, um einen so genannten „Volksbahnhof“ (Minshū-eki) zu errichten, den sie mit Läden von Gewerbetreibenden teilen würde. Das als Tetsudō kaikan („Eisenbahnhalle“) bezeichnete Gebäude sollte 132 m lang und bis zu 45 m breit sein. Vorgesehen waren zwölf Stockwerke und zwei Kellergeschosse; da aber damals noch eine gesetzliche Höhenbeschränkung von 31 m galt, konnten vorerst nur sechs Stockwerke gebaut werden. Der Spatenstich erfolgte am 14. Oktober 1952, dem 80. Jahrestag der ersten Eisenbahnlinie Japans. Genau zwei Jahre später waren die Arbeiten abgeschlossen. Die Tokioter Kaufhäuser waren nicht daran interessiert, in das Gebäude zu ziehen. Hingegen nutzte die in der Region Kansai tätige Kaufhauskette Daimaru die sich bietende Gelegenheit zur Expansion und eröffnete dort am 21. Oktober 1954 ihre erste Filiale in der Hauptstadt. Bereits am 1. Juli 1953 war unter dem sechsten und siebten Bahnsteig die erste Ladenpassage eröffnet worden und ab 20. Juli 1955 stand ein ebenerdiger Verbindungsgang zwischen dem neuen Empfangsgebäude und Bahnsteig 7 zur Verfügung, in dem sich Warteräume und andere Einrichtungen befanden.

### U-Bahnhof und Shinkansen

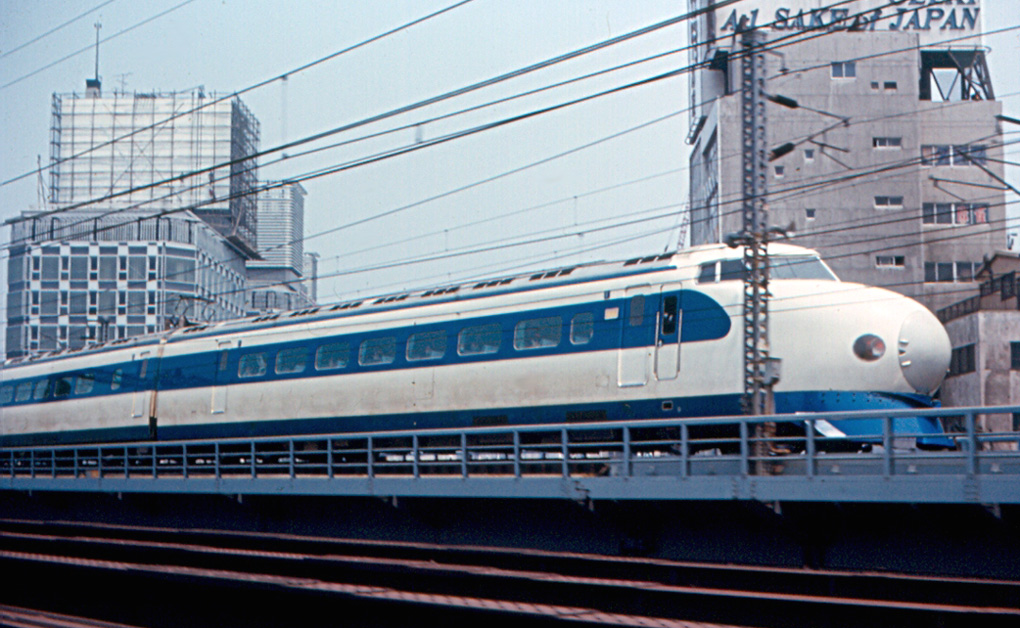
Zug der Shinkansen-Baureihe 0 bei Tokio (1967)

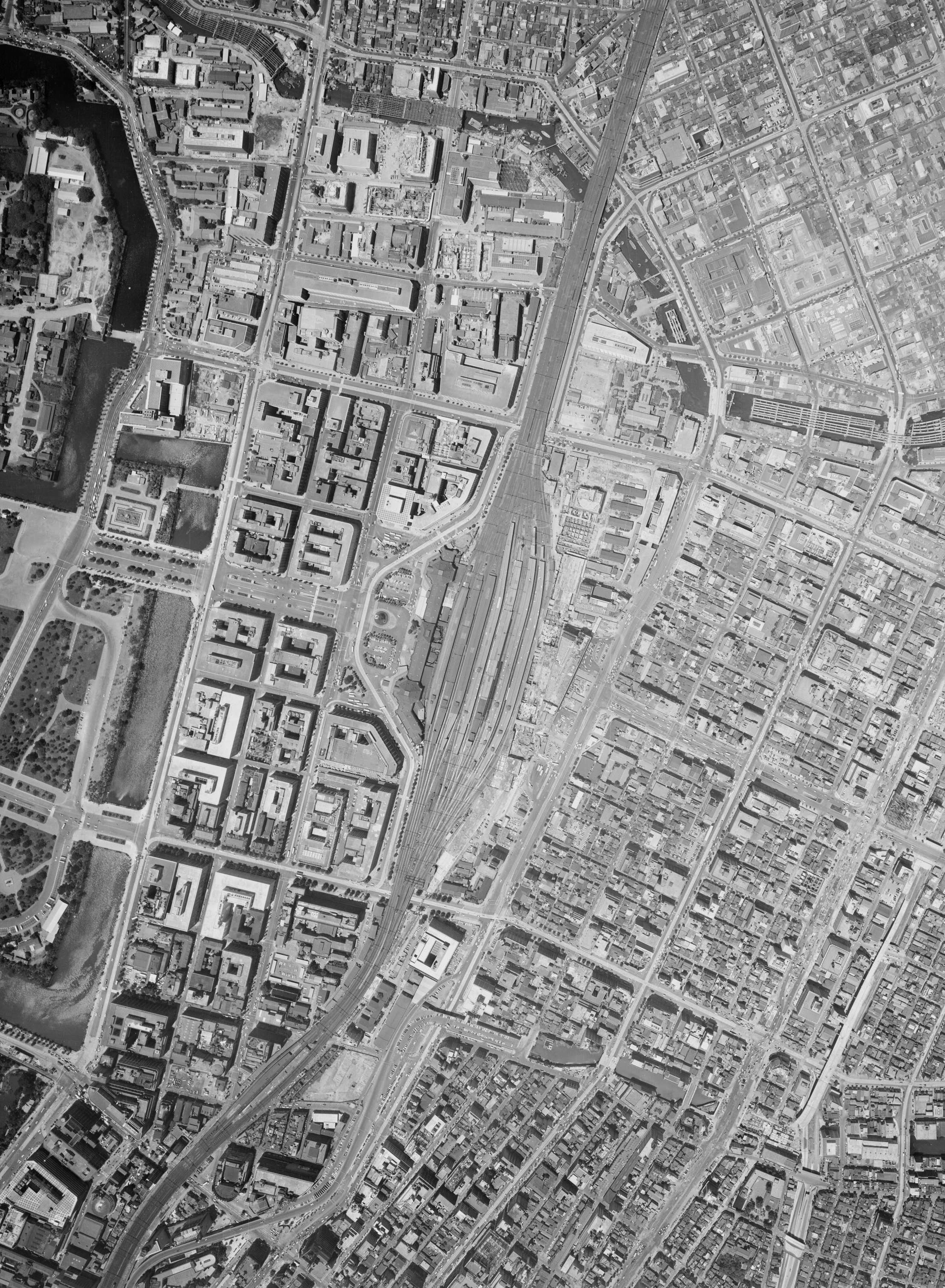
Luftansicht des Bahnhofs und seiner Umgebung im April 1963

In den 1950er Jahren wurden auch die Fernverkehrsstrecken allmählich elektrifiziert. Die Ära der Dampflokomotiven im Bahnhof Tokio endete am 31. Mai 1961, als der letzte von einer C62-Lok gezogene Schnellzug der Jōban-Linie hier ankam. Bis in die Nachkriegszeit war die 1927 eröffnete Ginza-Linie die einzige U-Bahn-Linie Tokios. Erst 1951 setzte die städtische Verkehrsgesellschaft TRTA (heute Tōkyō Metro) den konsequenten Ausbau des Streckennetzes fort. Am 20. Juli 1956 erreichte die Marunouchi-Linie von Awajichō her kommend den Bahnhof Tokio, am 15. Dezember 1957 kam der Abschnitt nach Ginza hinzu. Der zweigleisige U-Bahnhof war unter dem Bahnhofsvorplatz in Marunouchi errichtet worden und vom Empfangsgebäude aus über zwei Durchgangstunnel erreichbar. Nur wenige hundert Meter entfernt entstand der U-Bahnhof Ōtemachi, der sich im Verlaufe von drei Jahrzehnten zu einem bedeutenden Knotenpunkt mit fünf Linien entwickelte. Eine weitere unterirdische Passage stellte die Verbindung zum Bahnhof Tokio her.
Vor dem Hintergrund des rasanten Wirtschaftswachstums stieg die Verkehrsnachfrage auf der Tōkaidō-Hauptlinie weiter an und stieß schließlich an ihre Grenzen, weshalb im April 1959 der Bau der Schnellfahrstrecke Tōkaidō-Shinkansen begann. Die Planer entschieden sich für den Bahnhof Tokio als Ausgangspunkt; ausschlaggebend waren die Vielzahl der Anschlüsse und die Tatsache, dass in Yaesu Platz für zwei Bahnsteige vorhanden war. Hier begannen die Bauarbeiten am 12. November 1960. Ōbayashi-gumi und Kajima errichteten einen zusätzlichen Viadukt und zwei Bahnsteige von 360 m Länge; ebenso rissen sie den 1955 erbauten Verbindungsgang wieder ab. Rechtzeitig auf die Olympischen Sommerspiele 1964 hin ging die Tōkaidō-Shinkansen nach Shin-Osaka am 1. Oktober 1964 in Betrieb, womit der Bahnhof Tokio nun neun Bahnsteige und 19 Gleise zählte.
Drei normalspurige Shinkansen-Gleise schienen zunächst ausreichend zu sein, doch die Nachfrage stieg so stark an, dass ein kapspuriges Gleis umgespurt wurde und ab 10. März 1967 zur Verfügung stand. Außerdem verlängerte man die Shinkansen-Bahnsteige um 70 m nach Süden, so dass ab 1969 der Einsatz von Zügen mit 16 Wagen möglich war. Unter dem Yaesu-Empfangsgebäude entstanden ein Einkaufszentrum und ein Parkhaus, das direkt an die Stadtautobahn Tokio angeschlossen ist. Mit einer Revision des Bauordnung fiel 1964 die Höhenbeschränkung weg, sodass ab Januar 1967 sechs zusätzliche Stockwerke gebaut werden konnten. Die Arbeiten waren am 30. Juli 1968 abgeschlossen, womit das Yaesu-Empfangsgebäude wie ursprünglich geplant zwölf Stockwerke hoch war. Im Juni 1969 kam an dessen Südseite ein Busterminal für den Fernbusverkehr hinzu.

### Tunnelbahnhöfe und Privatisierung
Damals fuhren die Züge der Yokosuka-Linie zwischen Tokio und Ōfuna auf den Gleisen der Tōkaidō-Hauptlinie. Durch die Ausdehnung der Vororte verschlimmerte sich die Überlastung der Züge. Zwar war eine neue Trasse zwischen Tokio und Shinagawa begonnen worden, doch diese wurde für die Shinkansen-Strecke umgewidmet. Ebenfalls eine große Überlastung verzeichnete die Sōbu-Hauptlinie. Als Reaktion darauf begann die Staatsbahn, verschiedene Vorortsstrecken im Großraum Tokio besser zu verknüpfen. Beispielsweise war vorgesehen, die Sōbu-Hauptlinie und die Yokosuka-Linie durch einen Tunnel und eine umgenutzte Güterbahn miteinander zu verbinden. Der Bau des Tunnelbahnhofs unter dem U-Bahnhof begann am 10. Januar 1968. Proteste von Anwohnern verzögerten den Baufortschritt an der Yokosuka-Linie, weshalb bei der Eröffnung des Tunnelbahnhofs am 15. Juli 1972 vorerst nur die Sōbu-Hauptlinie und die neu eingerichtete Sōbu-Schnellbahnlinie dorthin geführt werden konnten. Am 1. Oktober 1976 kam der Tunnelabschnitt der Yokosuka-Linie hinzu, vier Jahre später folgte am 1. Oktober 1980 die betriebliche Verknüpfung beider Strecken zu einer durchgehenden Verbindung.
Der Tunnel ermöglichte eine spürbare Entlastung und die Staatsbahn entschied sich 1975 dafür, einen der Bahnsteige an der Oberfläche für den Shinkansen-Verkehr umzubauen, wodurch die Zahl der Normalspurgleise auf sechs stieg. Dies geschah in Zusammenhang mit einem vier Jahre zuvor beschlossenen Ausbauplan. Gemäß diesem sollten die Tōhoku-Shinkansen, die Jōetsu-Shinkansen und die Narita-Shinkansen ebenfalls in den Bahnhof Tokio geführt werden. So fand der Spatenstich für die Tōhoku-Shinkansen am 28. November 1971 im Bahnhof Tokio statt. Die Arbeiten umfassten unter anderem eine Neuordnung der Gleise zwischen Tokio und Ueno, die Verschiebung mehrerer Bahnsteige, die Verbreiterung und der Bau neuer unterirdischer Passagen sowie den Umbau von Bahnsteig 6 zu einem eigentlichen Shinkansen-Abfertigungsbereich. Abgeschlossen waren sie im Oktober 1980.
Mit der Staatsbahnprivatisierung am 1. April 1987 gelangten der Bahnhof und alle konventionellen Strecken in die Zuständigkeit von JR East, während JR Central den Betrieb der Tōkaidō-Shinkansen übernahm. Die Shinkansen-Bahnanlagen wiederum gingen in den Besitz der Infrastrukturgesellschaft JRTT über (1991 erwarben JR East und JR Central die Shinkansen-Bahnanlagen und sind seither gemeinsame Eigentümer). JR East übernahm von der Staatsbahn auch Projekte zum weiteren Ausbau des Bahnhofs. Diese betrafen insbesondere die Heranführung der Keiyō-Linie, die 1975 ursprünglich als Güterstrecke in der Nähe von Chiba erbaut worden war. Nachdem die Güterverkehrsnachfrage stark zurückgegangen war, nahm die Staatsbahn 1986 auf ihr den Personenverkehr auf, was umgehend eine zusätzliche Belastung der Sōbu-Hauptlinie und der Tōzai-U-Bahn nach sich zog. Andererseits war der Bau der Narita-Shinkansen 1983 am heftigen Protest von Anwohnern gescheitert. So hatte das Verkehrsministerium die Idee, einen Teil der dafür vorgesehenen Trasse mit der Keiyō-Linie zu verbinden und diese zum Bahnhof Tokio zu verlängern. Südlich des bestehenden Bahnhofs entstand unter dem Tokyo International Forum ein weiterer Tunnelbahnhof. Er war ursprünglich für die Narita-Shinkansen geplant worden, die vom Flughafen Narita zum Bahnhof Shinjuku hätte geführt werden sollen. Da sonst keine geeignete Stelle für einen Tunnelbahnhof mehr vorhanden war, entschieden sich die Planer dafür, ihn dort zu platzieren; in Betrieb ging er am 10. März 1990. Als Ersatz für die nie gebaute Schnellfahrstrecke führte JR East ein Jahr später den Narita Express ein.

### Ausbau zum Shinkansen-Knoten

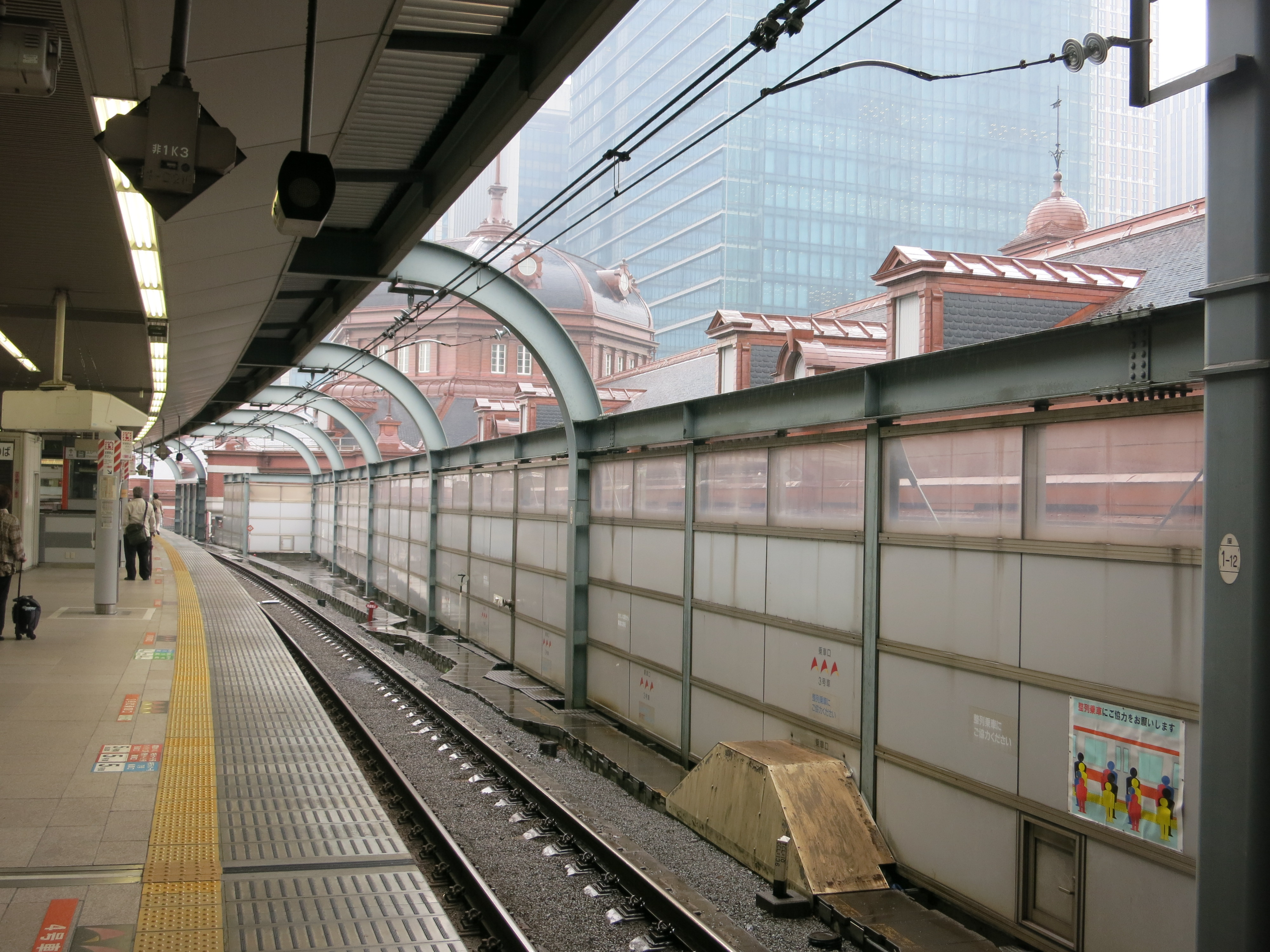
Bahnsteig 01 der Chūō-Hauptlinie, rechts das Dach des Marunouchi-Empfangsgebäudes

Die 1982 eröffnete Tōhoku-Shinkansen (und mit ihr die Jōetsu-Shinkansen) reichte von Norden her vorerst nur bis Ōmiya, drei Jahre später bis Ueno. Einzelne Abteilungen der Staatsbahn waren der Meinung, es sei nicht notwendig, die Schnellfahrstrecke bis zum Bahnhof Tokio weiterzuführen, wodurch sich die Ausführung des Projekts verzögerte. So kam es, dass zum Zeitpunkt der Privatisierung noch keine Entscheidung gefallen war. Da die Nachfrage nach einer Weiterführung bis ins Stadtzentrum weiterhin unvermindert bestand und es auch politischen Druck gab, entschloss sich JR East 1989 dazu, das Projekt doch noch auszuführen. Im Bereich des Bahnhofs Kanda war es wegen Platzmangels nicht möglich, eine zusätzliche Shinkansen-Doppelspur neben jener der Tōhoku-Hauptlinie zu errichten. Da fast alle von Norden her in die Hauptstadt führenden Fernverkehrszüge des Kapspurnetzes seit 1973 ohnehin im Bahnhof Ueno wendeten, schien es naheliegend, stattdessen die nur noch von wenigen Zügen befahrene Trasse der Tōhoku-Hauptlinie umzubauen. Zwischen den Bahnhöfen Akihabara und Tokio verstärkte man den Viadukt, um ihn in Zukunft allenfalls zweigeschossig ausbauen zu können, falls dies notwendig sein sollte. Am 20. Juni 1991 reichte die Schnellfahrstrecke bis zum Tokioter Hauptbahnhof, der dadurch zum wichtigsten Knoten des landesweiten Shinkansen-Netzes aufstieg.
Nachdem die Realisierung der Hokuriku-Shinkansen vorgezogen worden war, gingen die Bauarbeiten im Bahnhof Tokio unvermindert weiter, da für die Abfertigung der zusätzlichen Züge nicht genug Platz vorhanden sein würde. Zu diesem Zweck musste der Bahnsteig 5 ebenfalls von Kapspur- auf Normalspurbetrieb umgebaut werden. Das Marunouchi-Empfangsgebäude stand bereits unter Denkmalschutz und konnte nicht abgerissen werden, weshalb an der Westseite der Anlage kein Platz mehr für die Verlegung der konventionellen Gleise vorhanden war. Stattdessen wurde unmittelbar am Empfangsgebäude neun Meter über dem Bahnsteig 1 ein zusätzlicher Viadukt errichtet, auf dem der neue Bahnsteig 01 für die Züge der Chūō-Hauptlinie zu liegen kam. Die komplexen Bauarbeiten, die stets unter laufendem Betrieb durchgeführt werden mussten, begannen im November 1990. Bahnsteig 01 ging am 2. Juni 1995 in Betrieb, die übrigen Arbeiten konnten rechtzeitig vor dem Beginn der Olympischen Winterspiele 1998 in Nagano abgeschlossen werden. Die Überdachung des Bahnsteigs war so gestaltet worden, dass sie vom Kaiserpalast aus nicht zu sehen ist und das Dach des Empfangsgebäudes nicht überragt.

### Beide Empfangsgebäude im neuen Glanz
1958 gab es Pläne, das Empfangsgebäude in Marunouchi durch einen Wolkenkratzer mit 24 Stockwerken zu ersetzen, was aber wegen der damaligen Bauhöhenbeschränkung nicht realisierbar war. 1981 präsentierte die Staatsbahn ein weiteres Projekt für einen Wolkenkratzer mit 33 Stockwerken, scheiterte aber an der Finanzierung. 1987 forderte das Japanische Architekturinstitut den Präsidenten der neuen Bahngesellschaft JR East öffentlich dazu auf, das architektonische Erbe mit Respekt zu behandeln, während eine im selben Jahr gegründete Bürgerbewegung sich für die Restaurierung einsetzte. Eine Studienkommission der Universität Tokio kam 1988 zum Schluss, dass es lohnenswert sei, das historische Gebäude zu erhalten. In den 1990er Jahren folgten verschiedene Pläne zur Restaurierung und Wiederbelebung des Bahnhofs. Im Oktober 1999 einigten sich der Gouverneur von Tokio und der Präsident von JR East grundsätzlich darauf, das Bauwerk in seiner ursprünglichen Form wiederherzustellen. Ein im Jahr 2001 von der Präfekturverwaltung eingesetzter Forschungsausschuss untersuchte daraufhin verschiedene Möglichkeiten. Präfektur und Bahngesellschaft einigten sich schließlich am 15. Februar 2002 auf die Vorgehensweise. JR East finanzierte die Restaurierungskosten von 50 Milliarden Yen durch die Übertragung von Geschossflächenanteilen auf benachbarte Gebäude. Seit einer Revision der Baunormen- und der Stadtplanungsgesetze im Jahr 2000 ist es möglich, auf diese Weise historische Gebäude zu erhalten und zu restaurieren sowie das kulturelle Umfeld in Gebieten mit einer hohen Geschäftskonzentration zu bewahren. Die Finanzierung einer Restaurierung erfolgt somit durch den Erlös, den ein Unternehmen mit der Übertragung der Anteile an umliegende Nutzer erzielt.

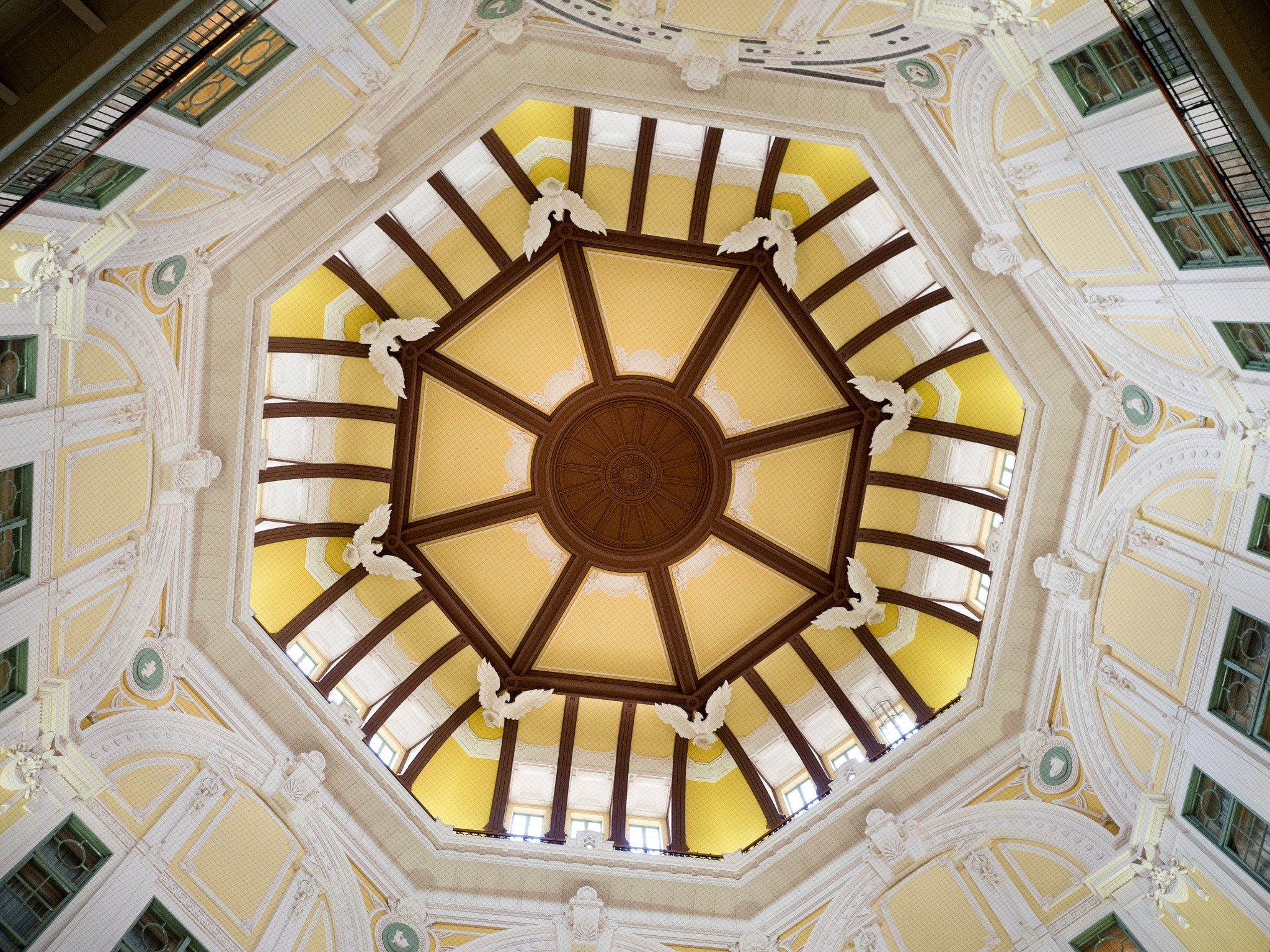
Restaurierte Kuppel

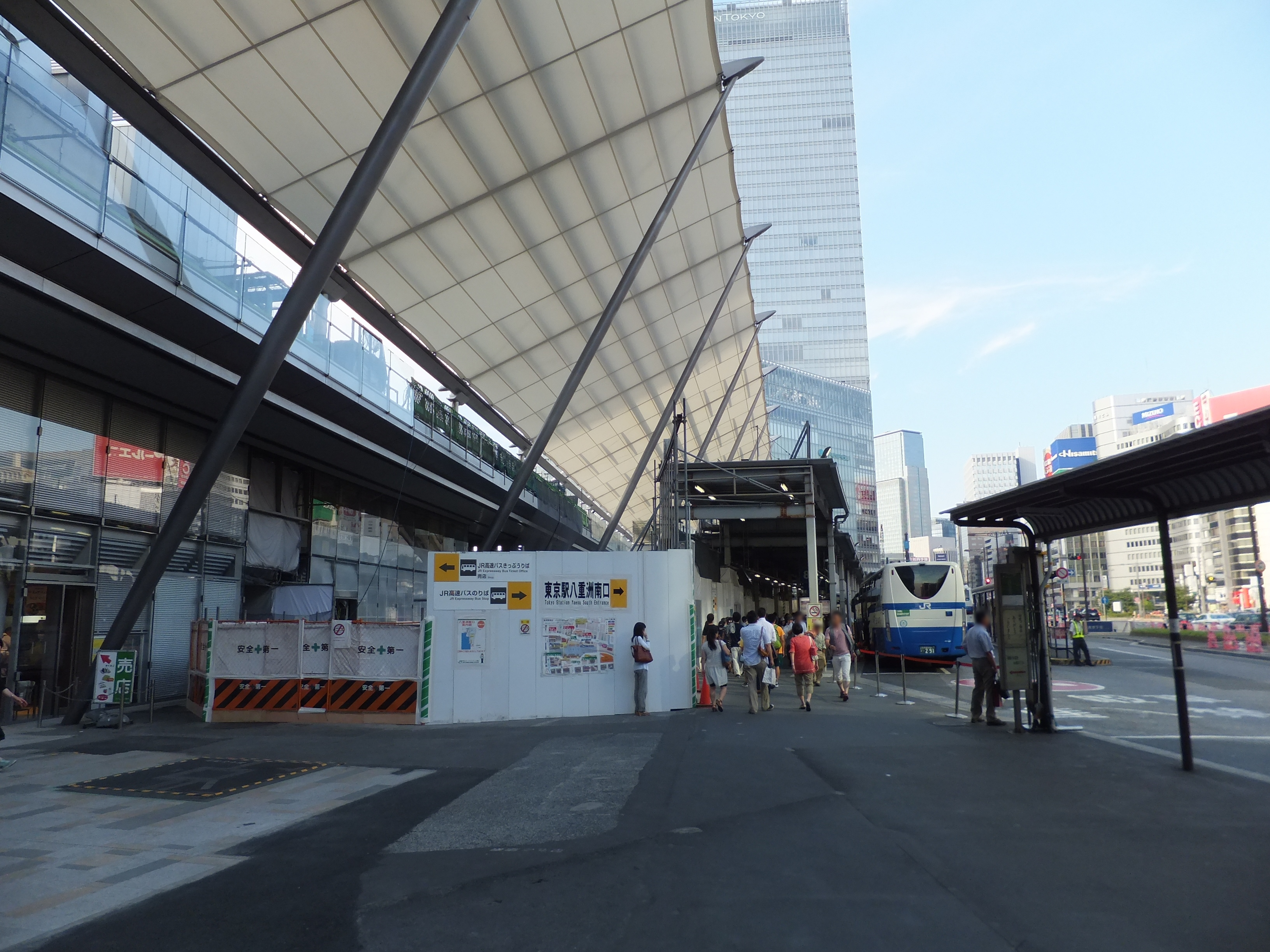
Bauarbeiten am GranRoof kurz vor Eröffnung (2013)

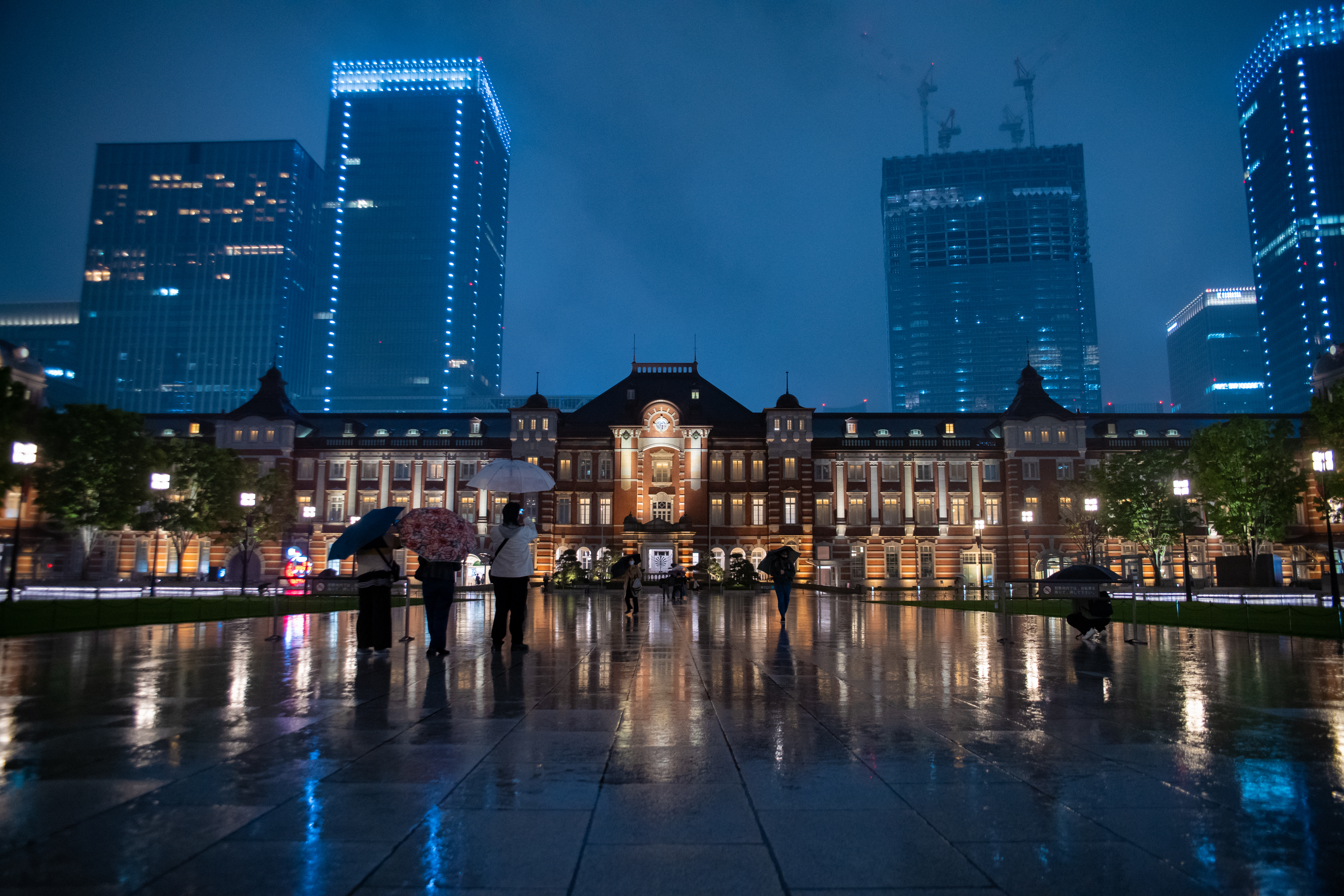
Nächtliche Ansicht des Marunouchi-Empfangsgebäudes

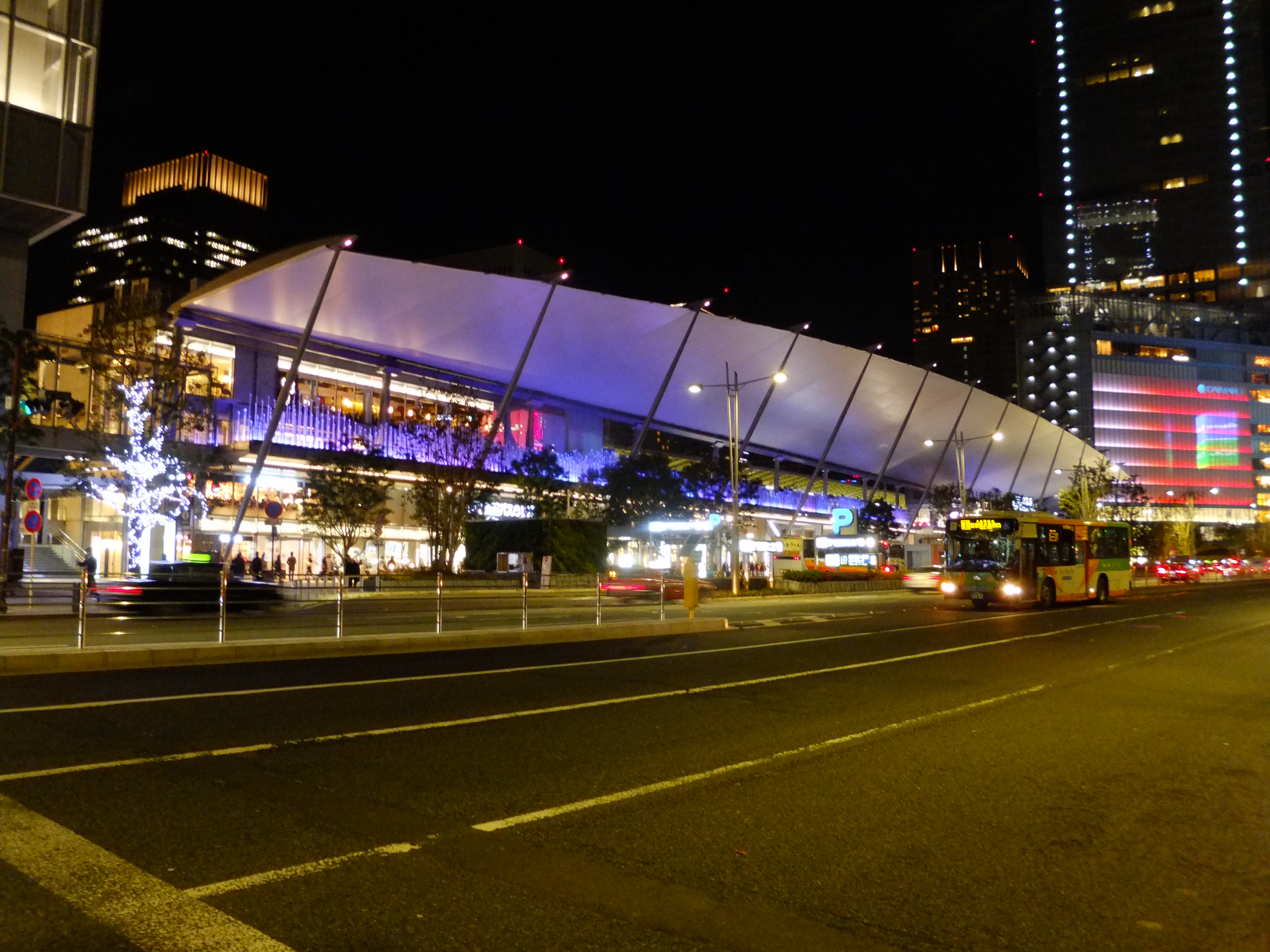
Nächtliche Ansicht des GranRoof-Empfangsgebäudes

Die anstehende Restaurierung des Bahnhofs löste in Marunouchi einen Bauboom aus und führte zur Errichtung mehrerer neuer Bürohochhäuser. In Yaesu war der Bahnhofsvorplatz dem steigenden Verkehrsaufkommen nicht mehr gewachsen, weshalb JR East und die Grundstückseigentümer beschlossen, gemeinsam ein Projekt zu dessen Neugestaltung durchzuführen. Entstehen sollten zwei Hochhäuser an der Nord- und Südseite des Vorplatzes sowie ein neues Empfangsgebäude dazwischen, das die Tetsudō kaikan von 1954 ersetzen sollte. Dadurch würde ein postmodernes Gegenstück zum historischen Marunouchi-Bauwerk entstehen. Die Bauarbeiten an dem von Helmut Jahn und Werner Sobek entworfenen Gebäudekomplex begannen am 10. September 2004 und die dazu gehörenden, als GranTokyo bezeichneten Zwillingstürme wurden 6. November 2007 eröffnet. Am folgenden Tag öffnete das Kaufhaus Daimaru seine neue Filiale im nördlichen Turm. Nach dem Abbruch des alten Empfangsgebäudes begann im Juli 2009 der Bau des dazwischen befindlichen Teils (genannt GranRoof). Die Eröffnung erfolgte am 20. September 2013.
Die aufwändigen Konservierungs- und Restaurierungsarbeiten am Marunouchi-Empfangsgebäude begannen am 30. Mai 2007. Vorrangiges Ziel des Projekts war die dauerhafte Erdbebensicherheit. Bei einer Intensität von 7 auf der JMA-Skala sollten zwar Risse auftreten, der Bahnhof aber ohne größere Reparaturen weiter genutzt werden können. Es wurde festgestellt, dass fast keine Verstärkung erforderlich ist, wenn die seismische Isolationsmethode angewandt wird. Es mussten ein Teil der Ziegelmauer der Süd- und Nordkuppel entfernt, Dehnungsfugen eingesetzt und eine seismische Isolationsschicht über dem neu errichteten Kellergeschoss eingefügt werden. Zu diesem Zweck entfernte man alle Kiefernpfähle, die als Fundament verwendet worden waren und ersetzte sie durch 352 seismische Isolatoren aus Bleikernen, Gummi und Stahl sowie 158 Öldämpfer. Dadurch sollen bei einem starken Erdbeben die seitlichen Bewegungen des Gebäudes auf unter 25 cm beschränkt werden. Das dritte Stockwerk wurde in Stahlbetonbauweise errichtet, die Dachkonstruktion mit modernen Materialien und Techniken grundlegend saniert. Ebenso entfernte man den Mörtel der Außenwände an der Gleisseite, um dann dekorative Ziegel, Granit und Kunststein anzubringen. Schließlich ersetzte man den Naturschiefer auf dem Dach. Da nur Blaupausen der Innenräume der Kuppeln erhalten geblieben waren, restaurierte man die Reliefs anhand der Analyse alter Schwarz-Weiß-Fotos. Das teilweise erhalten gebliebene Relief an der Südostseite der Wand des dritten Stockwerks der Südkuppel wurde in seiner ursprünglichen Form wiederhergestellt, indem man es mit Harz imprägnierte und mit Gipsteilen verstärkte. Nach über fünfjähriger Arbeit war die Restaurierung abgeschlossen, die feierliche Wiedereröffnung fand am 1. Oktober 2012 statt.
Seit 1973 war der Bahnhof Ueno die Endstation aller Züge der Tōhoku-Hauptlinie, der Takasaki-Linie und der Jōban-Linie. Drei Jahrzehnte später plante JR East, die Verbindung zur Tōkaidō-Hauptlinie wiederherzustellen. Ziel war es einerseits, die Überlastung der parallel verlaufenden Yamanote- und Keihin-Tōhoku-Linie in diesem Bereich zu verringern. Andererseits sollten zusätzliche Kapazitäten für neue umsteigefreie Eilzüge zwischen dem Norden und dem Süden der Metropolregion geschaffen werden. Da die Trasse beim Bahnhof Kanda seit 1991 durch die Tōhoku-Shinkansen belegt war, sollte der Viadukt dort auf einer Länge von rund 1,3 km (inkl. Rampen) ein zweites Geschoss erhalten. Die Bauarbeiten an der Ueno-Tokio-Linie begannen im Mai 2008. Die Auswirkungen des Tōhoku-Erdbebens 2011 verzögerten die angestrebte Eröffnung um zwei Jahre. Diese erfolgte schließlich am 14. März 2015.